# 2023年の日本競馬
2023年の日本競馬（2023ねんのにほんけいば）では、2023年（令和5年）の日本競馬界についてまとめる。
2022年の日本競馬 - 2023年の日本競馬 - 2024年の日本競馬

## 交流競走における騎手の騎乗
日本中央競馬会（JRA）と地方競馬では3月1日より、交流競走における騎手の騎乗について以下の通り変更することを発表。
- 中央競馬：当日免許を有する地方所属騎手について、全ての競走（若手騎手競走および障害競走を除く）への騎乗を可とする
- 地方競馬：当日免許を有するJRA所属騎手について、全ての競走への騎乗を可とする

## 概要

### 中央競馬
日本中央競馬会（JRA）は、2022年10月17日に開催日割と重賞日程を発表。
年初は1月5日（中山・中京）から始まり、12月28日（中山・阪神）まで開催。祝日を含む3日間開催は、前年より1節減の3節（1月7日・8日・9日（中山・中京）、9月16日・17日・18日（中山・阪神）、10月7日・8日・9日（東京・京都））で実施。
総発売金額は3兆2869億7589万4800円（前年比100.5%）、総売得金は3兆2754億6790万700円（前年比100.7%）で、ともに12年連続で前年を超えた。
リーディングジョッキーは165勝を挙げたクリストフ・ルメール（栗東、2年ぶり6回目）、リーディングトレーナーは55勝を挙げた杉山晴紀（栗東、初受賞）がそれぞれ獲得した。

#### 開催日割の変更点
- 整備工事のため開催を休止していた京都競馬場では、4月22日より約2年半ぶりに競馬開催を再開。以降、西日本地区の開催日割はおおむね平年同様とする[3][4]。なお、京都競馬場では開催再開まで引き続き整備工事を行うため、平年の第1回・第2回京都競馬相当分は前年と同様、中京競馬場と阪神競馬場に振り替える[3][4]。
- 夏季の暑さ対策として、7月29日から8月6日の期間は札幌競馬場と新潟競馬場の2場開催とする[3][4]。

#### 京都競馬場グランドオープンに伴う変更点
前述の通り、京都競馬場は整備工事をおおむね終え、4月10日に竣工式典と内覧会を行い、4月22日よりグランドオープンした。施設やコースの主な変更点は以下の通り。
- 京都競馬場の愛称名を「センテニアル・パーク京都競馬場」とする。センテニアル（centennial）は「100年の、100周年の」という意味の英語で、淀に競馬場が開設されてから2025年で100周年を迎えることにちなんだ。
- 新築されたスタンドを「ゴールサイド」、旧ビッグスワンを「ステーションサイド」と呼び分ける。なお、「ステーションサイド」は5月29日から10月6日の予定でリニューアル工事を行う（競馬開催は予定通り行い、以降も断続的に2024年3月ごろまで工事を行う）ため、工事期間中のパークウインズは主にゴールサイドで営業する[10]。
- ステーションゲート1階の平日払戻所を改修し、入場券や指定席券がなくても利用できる買い帰り専用投票所「クイックエリア」を2月25日より供用開始。クイックエリアではレース実況やオッズの放映を行わないほか、マークカードも設置しない（各自記入済のマークカードを持参するか、スマッピー投票を利用）。平日払戻所の機能も併設する[11]。
- パドックを円形から楕円形に変更し、スタンド各フロアから馬の歩様を見やすくしたほか、2階にパドックを全周取り囲む「パドックリング」を新設。旧パドックの中央にあったモチノキの木は老齢のため移植できず、幹の一部を使用した時計をゴールサイド2階に設置する[12]。
- 旧シンザンゲートはパドックの移設に伴い改築され、「三冠ゲート」に改称。
- 旧ビッグスワンに展示している歴代三冠馬の馬像を、パドックの線路側に新設される遊歩道へ移設し、「三冠馬メモリアルロード」として整備。
- 屋上に太陽光発電パネルを配置し、環境へ配慮した。
- 芝コース・ダートコースともにコース形状の大規模な変更はないが、芝外回りコースでは第4コーナーのカーブを緩やかにし、1600mのスタート地点を拡幅。
- 新しい京都競馬場では、UMACA投票（キャッシュレス）中心の発売となる。

#### GI競走の変更点
- 天皇賞（春）・秋華賞・菊花賞・エリザベス女王杯・マイルチャンピオンシップは、阪神競馬場から京都競馬場に復帰[4][13]。
- 馬齢重量等の引き上げ（後述）に伴い、以下のGI競走の基礎重量を現行より1kg引き上げる[13]。
  - フェブラリーステークス、高松宮記念、大阪杯、ヴィクトリアマイル、スプリンターズステークス、マイルチャンピオンシップ、ジャパンカップ、チャンピオンズカップ、有馬記念
- 以下のGI競走で1着本賞金を増額するほか、3歳三冠を達成した場合のボーナスも増額・新規設定する[14][15]。
  - ジャパンカップ・有馬記念：4億円から5億円に増額
  - 天皇賞（春）・天皇賞（秋）・宝塚記念：2億円から2億2000万円に増額
  - 東京優駿（日本ダービー）：2億円から3億円に増額
  - 皐月賞・菊花賞：1億5000万円から2億円に増額
  - 桜花賞：1億3000万円から1億4000万円に増額
  - 優駿牝馬（オークス）：1億4000万円から1億5000万円に増額
  - 皐月賞・東京優駿・菊花賞の三冠を達成した場合の三冠ボーナス：1億円から3億円に増額
  - 桜花賞・優駿牝馬・秋華賞の牝馬三冠を達成した場合の三冠ボーナス：新たに1億円を付与
- 本年の安田記念は、「競馬法100周年記念事業」の一環として、競走名の由来となった安田伊左衛門が衆議院議員として競馬法制定に尽力したことにちなみ、「競馬法100周年記念」の副題を付けて施行[16][17]。
- 春季以降の一部GI競走で、騎手が装着するヘルメットのつば部分にカメラを取り付けて臨場感のある映像を撮影する「ジョッキーカメラ」を導入。カメラの装着は当該馬の騎手・調教師の双方から承諾を得られた場合に限り、注目度の高い1 - 2頭の騎手に装着される見込みで、映像はJRA公式YouTubeチャンネルなどで、レース当日の夜に公開予定[18]。
- 本年の東京優駿（日本ダービー）が第90回となることを記念し、表彰式の前に優勝馬の関係者による馬車パレードを実施。馬主の関係者2名と調教師・騎手が馬車に乗車し、芝コースからウィナーズサークル付近までパレードを行う[19]。
- 本年の天皇賞（秋）は、「競馬法100周年記念」の副題をつけて施行[20]。また、第126代天皇徳仁が東京競馬場へ行幸し、同競走を観覧する[21][22]。

#### GII・GIII競走の変更点
- 紫苑ステークス（GIII）は、日本グレード格付け管理委員会にGIIへ昇格を申請[3][4][13]（1月19日承認[23]）。
- 前年に日本グレード格付け管理委員会より警告を受けていたニュージーランドトロフィー（GII）は、前年のレースレーティングが格付基準を満たしたため、引き続きGII格付となった[23]。
- マイラーズカップ（GII）・京都大賞典（GII）・スワンステークス（GII）・ファンタジーステークス（GIII）・みやこステークス（GIII）・京都ジャンプステークス（J・GIII）・デイリー杯2歳ステークス（GII）・京都2歳ステークス（GIII）・京阪杯（GIII）は、阪神競馬場から京都競馬場に復帰[4][13]。
- 京都新聞杯（GII）・京都ハイジャンプ（J・GII）・平安ステークス（GIII）・葵ステークス（GIII）は、中京競馬場から京都競馬場に復帰[4][13]。
- 鳴尾記念（GIII）・セントウルステークス（GII）・阪神ジャンプステークス（J・GIII）・ローズステークス（GII）・神戸新聞杯（GII）・シリウスステークス（GIII）は、中京競馬場から阪神競馬場に復帰[4][13]。
- CBC賞（GIII）・プロキオンステークス（GIII）・中京記念（GIII）は、小倉競馬場から中京競馬場に復帰[4][13]。
- 馬齢重量等の引き上げ（後述）に伴い、以下の3歳（4歳）以上馬GII・GIII競走の基礎重量を現行より1kg引き上げるほか、一部のGIII競走では加増内容も変更する[13]。
  - GII
    - アメリカジョッキークラブカップ、東海ステークス、京都記念、中山記念、金鯱賞、阪神大賞典、日経賞、阪神牝馬ステークス、マイラーズカップ、京王杯スプリングカップ、札幌記念、セントウルステークス、オールカマー、毎日王冠、京都大賞典、府中牝馬ステークス、富士ステークス、スワンステークス、ステイヤーズステークス、阪神カップ

  - GIII
    - 根岸ステークス、東京新聞杯、京都牝馬ステークス、阪急杯、オーシャンステークス、アンタレスステークス、福島牝馬ステークス、平安ステークス、鳴尾記念、エプソムカップ、函館スプリントステークス、プロキオンステークス、アイビスサマーダッシュ、クイーンステークス、関屋記念、キーンランドカップ、みやこステークス、武蔵野ステークス、京阪杯、チャレンジカップ、カペラステークス
- 暑熱対策の観点から、新潟ジャンプステークス（J・GIII）と小倉サマージャンプ（J・GIII）は第4競走で施行する[24]。
- 中京記念（GIII）は、「中京競馬場開設70周年記念」の副題をつけて施行[24]。

#### その他の競走に関する変更点
- 騎手の健康と福祉、および将来にわたる騎手の人材確保の観点から、平地競走における馬齢重量（2歳から3歳9月まで）、3歳（4歳）以上馬競走の別定重量における基礎重量、並びに最低負担重量を各1kg引き上げる。なお、3歳馬の馬齢重量の引き上げは2024年度より実施する[3]。
- 騎手の負担重量の減量について、従来は平地・障害で共通だった勝利度数による減量区分を分離し、障害競走の勝利度数に応じた減量区分を新たに設定する（以下参照）。なお、見習騎手において減量が適用される期間（騎手免許を受けていた期間を通算して5年未満）の取り扱いは現行と同様に、最初にいずれかの免許を取得した時点から起算する[3]。
  - 女性騎手以外の見習騎手
    - 10勝以下：3kg減（▲）
    - 11勝以上15勝以下：2kg減（△）
    - 16勝以上20勝以下：1kg減（☆）

  - 女性騎手
    - 15勝以下：4kg減（★）
    - 16勝以上20勝以下：3kg減（▲）
    - 上記以外：2kg減（◇）
- スプリントとマイルの区分を明確にするため、年齢によるアローワンスおよび南半球産馬の負担重量の減量に「1400m未満」の区分を新設[3]。
- 騎手がレース中にムチを使用する場合の連続使用制限を、現行の「1レース10回」から「1レース5回」とする[25]。
- 2022年に導入実験が行われた競走馬トラッキングシステムは、4月23日の京都競馬場より本格導入を開始[25]。当面の運用予定は以下の通りで、各実施日・実施競馬場の第11競走が対象となる[26]。
  - 実施日・実施競馬場
    - 4月23日から30日：京都競馬場
    - 5月6日から6月11日：東京競馬場
    - 6月17日から25日：阪神競馬場

  - 放映予定
    - 4月23日から30日：京都競馬場のみ
    - 5月6日・7日：東京競馬場のみ
    - 5月13日から6月25日：全国の競馬場・ウインズ、グリーンチャンネル
- 新潟牝馬ステークスは、リステッド格付を日本グレード格付け管理委員会に申請[27]（1月19日承認[23]）。
- 平地の3歳（4歳）以上のオープン競走（重賞は除く）では次走優先権を付与しないこととし、あわせて出走馬の決定方法を「リステッド競走」と「リステッド以外の競走」で分けて設定する（以下参照）[27]。
  - リステッド競走：重賞と同様に出走馬決定賞金の上位順とする
  - リステッド以外の競走：3勝クラス等と同様の出走馬決定方法を導入
- 障害の特別競走（重賞は除く）では、次走優先権を付与しない[27]。
- ワールドオールスタージョッキーズは、第2回札幌競馬5・6日目（8月26日・27日）に実施[27]。
- 第1回京都競馬1日目（4月22日）第11競走は、「京都競馬場グランドオープン記念」の名称で施行[28]。
- 第1回京都競馬2日目（4月23日）第10競走の競走名を、「山城ステークス」から「センテニアル・パークステークス」に変更[8]。
- 「競馬法100周年記念事業」の一環として、以下の記念競走を実施[16][17]。
  - 第2回阪神競馬6日目（4月9日）第10競走は、尼崎ステークスを「競馬法100周年記念」に名称変更のうえ施行。
  - 第2回札幌競馬6日目（8月27日）第9競走は、「勝馬投票100周年記念」の名称で施行[24]。
- 第2回小倉競馬2日目（2月12日）第11競走「北九州短距離ステークス」は、「北九州市制60周年記念」の副題をつけて施行[28]。
- 第1回福島競馬4日目（4月16日）第10競走「奥の細道特別」は、「福島競馬振興会創立70周年記念」の副題をつけて施行[28]。
- 第2回東京競馬11日目（5月27日）第11競走「欅ステークス」は、「東京競馬場開設90周年記念」の副題をつけて施行[28]。
- 第3回東京競馬3日目（6月10日）第11競走「ジューンステークス」は、「日・ペルー外交関係樹立150周年記念」の複題をつけて施行[24]。
- 第4回中山競馬3日目（9月16日）第9競走「松戸特別」は、「松戸市市制施行80周年記念」の副題をつけて施行[29]。
- JRAアニバーサリー（9月18日）に関連して、本年度は以下の競走を施行[29]。
  - 中山競馬第10競走：2003メモリアル シンボリクリスエスカップ
  - 阪神競馬第10競走：2013メモリアル ロードカナロアカップ
  - 阪神競馬第11競走：JRAアニバーサリーステークス
- 第4回東京競馬2日目（10月8日）第10競走は、赤富士ステークスを「JRAアプリリリース記念」に名称変更のうえ施行[30]。
- 第5回東京競馬2日目（11月5日）第10競走は、「馬事公苑リニューアルオープン記念」の名称で施行[29]。
- アーモンドアイが顕彰馬に選定されたことを記念し、第5回東京競馬8日目（11月26日）第9競走で「顕彰馬選定記念 アーモンドアイメモリアル」を施行[29]。
- 第5回阪神競馬2日目（12月3日）第10競走「元町ステークス」は、「ウインズ神戸開設70周年記念」の副題をつけて施行[29]。
- 第4回中京競馬5日目（12月16日）第11競走「尾頭橋ステークス」は、「ウインズ名古屋開設70周年記念」の副題をつけて施行[29]。

#### 場外発売の変更点
- 本年度の平日払戻サービスは、以下の事業所で実施。新潟サービスセンターでは「GI翌日の月曜日のみ」となり、左記以外の事業所では「原則として競馬開催日翌日の月曜日」に実施する[31]。
  - 競馬場：札幌、函館、福島、新潟、中山、東京、中京、京都、阪神、小倉
  - ウインズ・エクセル：札幌、銀座、後楽園、錦糸町、浅草、汐留、新宿、渋谷、立川、横浜、新横浜、石和、名古屋、京都、難波、梅田、道頓堀、神戸、姫路、米子、広島、高松、博多
  - 特定日のみ実施：新潟サービスセンター（GI翌日の月曜日）
- 3月11日より、ライトウインズりんくうタウンでUMACA投票を導入（2月25日から先行登録受付開始）[32]。
- 4月1日より、J-PLACEでのJRA場外発売における発売締切時刻を「発走時刻の4分前」から「発走時刻の2分前」に変更[33]。JRAネット投票における地方競馬の発売締切時刻も、同様に変更される[34]。
- 4月1日より、J-PLACE岩見沢（ハロンズ岩見沢）の発売場所を2階から1階に変更[35]。販売委託先も北海道から帯広市に変更[36]。
- 4月1日より、J-PLACE帯広（帯広競馬場）では発売競走を「各場全レース」に拡大[37]。
- 4月22日より全国のJRA競馬場・ウインズ・エクセルにおいて、UMACA投票の購入金額に応じてポイントを付与する「JRA-UMACAポイントサービス」を開始。購入金額（返還金は除く）の0.5%をポイント付与するほか、ボーナスポイントキャンペーンを随時実施する[38]。ポイントは残高のチャージなどに利用できる[39]。
- ウインズ宮崎は6月10日より新施設での営業を開始し、リニューアルオープンする。新施設ではUMACA投票のみで発売を行う。なお、現施設での発売は6月4日まで、払戻は6月25日まで行う[40]。
- 11月11日より、UMACA会員向けの新サービス「UMACAスマート」を開始。UMACAに残高があれば、UMACA投票機を使用せず、スマートフォンで馬券購入が可能になる（入出金は従来通り、競馬場やウインズに設置された入出金機を利用）[41]。
- 11月11日より、ライトウインズ阿見でUMACA投票を開始。先行登録受付は、11月4日より開始[42]。

#### 払戻金の上乗せ施策
本年の払戻金上乗せ施策は以下の通り。
「JRAプラス10」は前年と同様に、JRAの全競走およびJRAが発売する海外競馬の全投票法において実施。
- JRAプレミアム[43]
  - 金杯ワイド：中山金杯・京都金杯のワイドについて、売上の5%相当額を上乗せ
  - 3歳重賞+リステッドワイド：1月5日から5月27日までの期間中に行われる3歳重賞・3歳リステッド競走（計38競走）のワイドについて、売上の5%相当額を上乗せ
  - ダービーデーワイド：5月28日（東京優駿施行日）の全場・全競走（計24競走）のワイドについて、売上の5%相当額を上乗せ
  - 夏・秋の2歳単勝：6月3日から12月17日までの期間中に行われるすべての2歳戦の単勝について、売上の5%相当額を上乗せ
  - 有馬記念デーワイド：12月24日（有馬記念施行日）の全場・全競走（計24競走）のワイドについて、売上の5%相当額を上乗せ
  - ホープフルデー単勝&ワイド：12月28日（ホープフルステークス施行日）の全場・全競走（計24競走）の単勝とワイドについて、売上の5%相当額を上乗せ
- JRAスーパープレミアム
  - 7月1日（福島・中京・函館）、8月27日（新潟・小倉・札幌）、9月18日（中山・阪神）に開催される全場・全競走での全投票法（WIN5も含む）において、払戻率を一律80%とする[44][17]。
  - 12月28日（ホープフルステークス施行日）に開催される全場・全競走での全投票法（WIN5も含む）において、払戻率を一律80%とする[45]。

#### 調教師の新規開業
3月1日付で、以下の調教師が新規開業。免許取得日はいずれも、2022年1月1日付。
- 美浦（1名）
  - 上原佑紀
- 栗東（3名）
  - 緒方努
  - 小栗実
  - 西園翔太

#### その他の変更点
- JRAカード会員向けのポイントプログラム、および「年間シート」の取り扱いについて、以下の通り取り扱いを変更[47]。
  - 2018年から2020年までに獲得したポイントの有効期限を、一律に2023年末まで延長。
  - 「来賓室・招待席・指定席招待企画」は、2023年内に再開予定。
  - 来場回数に応じて指定席の当選倍率が変動する「抽選ステージ制度」は2022年末で廃止。
  - 中山・東京・京都・阪神の4競馬場で2020年まで発売していた「年間シート」は、2023年以降も発売を取りやめ。
- JRAの公式サイトにおいて、全競馬場での全レース動画の無料ライブ配信を行う。2月25日から3月19日の競馬開催日に配信レース・配信時間を限定したテスト配信を行ったのち、3月25日からの全競馬開催日に本サービスを開始する[48][49]。
- 4月22日より、JRAの全競馬場において予約・入場システムを変更（以下参照）。同日よりグランドオープンする京都競馬場から開始し、以降は他の競馬場でも順次導入する予定[50]。
  - 指定席ネット予約[50]
    - 従来は入場門で指定席券を発行していたが、新システムではスマートフォン等で表示したQRチケットを入場門のタブレット端末で認証し入場する。

  - 入場券ネット予約[50]
    - 従来通り、スマートフォン等で表示したQRチケットを入場門のタブレット端末で認証し入場可能。従来入力が必要だった同行者の情報は、新システムでは不要となる。

  - 入場券の当日現金販売（5月6日より開始）[50]
    - 従来有人窓口等で購入していた一般入場券は、新たに入場門に設置する自動券売機で、QRチケットを購入する方式となる。
- 前年より実施している、再生可能エネルギー（バイオマス由来）によって発電された電力（クリーンエネルギー）を使用し、当日の競馬開催で使用する電力量相当を賄う「クリーンエネルギー競馬」について、本年は全10競馬場で各1日実施する[51]。
- 函館競馬の開催期間中、函館競馬場の指定席エリアで顔認証システムを試験導入。エリア内の登録端末で顔写真を撮影すると、その日は終日、顔認証専用レーンで出入りができる[52]。顔認証システムの試験導入は、東京競馬場（11月4日から12日の開催日）と京都競馬場（11月18日から26日の開催日）でも行われる[53]。
- JRAは、7月15日から30日まで行われる「バーチャルマーケット2023 Summer」に出展することを発表。メタバース空間上に中山競馬場を再現し、キタサンブラックに騎乗してのタイムアタックレースや、パドックやコースを競走馬に騎乗して移動したりすることなどで参加できる[54]。
- 阪神競馬場では本年秋から2025年春にかけて、スタンドのリフレッシュ工事を行う。1991年に竣工した現スタンドは維持しながら、新時代にふさわしい競馬場となるようアップデートを行う。工事に伴う開催の休止期間は、後日あらためて発表する[55]。
- JRAは、スマートフォン向けの「JRAアプリ」を9月22日に公開。スマホ向けに出馬表を見やすくするほか、レースライブ映像の視聴、インターネット投票との連携も可能にする。このほか、馬券をデジタルイメージで保存してSNS上でシェアできるようにし、ユーザーが選択した内容をプッシュ通知で配信する[55]。
- 2020年東京オリンピック・パラリンピックの開催準備等に伴い2017年1月より休苑していたJRA馬事公苑は、11月3日よりリニューアルオープンする[56]。
- 中山競馬場では馬場照明設備の増設を進め、第5回中山競馬の発走時刻を従来より繰り下げ、一部のGI競走施行日を除き当日の競馬場の中で最も遅い設定とする[29]。
- 2024年度の騎手免許試験（新規・更新、平地）において、体重に関する合格基準を緩和。現行49kg以下を50kg以下に変更するほか、本会、地方、海外で免許を受けていた通算期間が5年以上の者は、現行男性53kg以下・女性51kg以下を男性54kg以下・女性52kg以下に変更する[57]。
- JRAは、西武多摩川線・是政駅が最寄りとなる東京競馬場の南門について、閉鎖することを発表[58]。
- ウインズ等の場外施設への指定席ネット予約について、12月2日以降順次、QR入場方式を採用した新予約システムへ移行する。QRチケットは利用前に分配できるため、本人と同行者が別々に入場することも可能になる。なお、残席がある場合は当日現金発売を行う[59]。

#### 競馬法100周年記念事業
JRAでは1923年に競馬法が制定されてから100周年となることを記念し、「競馬法100周年記念事業」を展開。記念競走を施行（前述）するほか、企画展示や記念イベントの開催、特設サイトの公開、記念切手の発行、記念投票券や特別版レーシングプログラムの作成などを行う。

#### JRA厩舎従業員が春闘でストライキ
JRAの厩務員・調教助手らが加盟する主要な4つの労働組合（関東労・全馬労・関西労・美駒労）と日本調教師会は3月17日に東京都内で団体交渉を行い、全馬労を除く3労組は交渉が決裂し、ストライキは決行されることとなったものの、日本調教師会は調教師・組合非加入者・補充員などで開催業務にあたり、開催を予定通り行う構えを見せ、JRAも予定通り開催を行うことを発表した。労組側は人件費削減のため2011年より改定された賃金体系の廃止を求め、3月10日に日本調教師会とJRAに対し開催ストライキを通告しており、団体交渉が続けられていた。なお、JRAは厩舎従業員春闘による影響が予想されるためとして、3月18日の中山・阪神・中京競馬の金曜日夜間発売、および土曜日早朝発売を取りやめることもあわせて発表した。全馬労を除く3労組は4月21日に妥結し、新旧賃金制度改革に関する話し合いは今後に持ち越しとなったものの、2011年4月以降にトレーニングセンターへ入った新賃金制度対象者に一律1万円のベースアップを行うことで交渉がまとまった。
この件について、内閣総理大臣の岸田文雄は3月24日の第211回国会・参議院予算委員会・令和五年度予算案集中審議において立憲民主党の小沼巧より出された質問に対する答弁で「競馬が将来にわたり、国民への娯楽の提供や畜産振興への貢献を行っていくためには、厩舎従業員の労働条件を整備していくことは重要だ」と述べ、JRAを所管する農林水産省に対し、円滑な労使交渉の環境整備に努めるよう求めた。

#### JRAの騎手によるスマートフォンの不適切使用
JRAは5月3日、所属騎手の永島まなみ・古川奈穂・今村聖奈・角田大河・河原田菜々（以上栗東）・小林美駒（美浦）に対し、それぞれ5月13日から6月11日まで30日間（開催日10日）の騎乗停止処分を科したことを発表。河原田・小林美・永島・古川奈の4名は福島競馬開催日の4月23日に騎手控室へスマートフォンを持ち込みインターネットを閲覧。今村は同日の京都競馬開催日に騎手控室へスマートフォンを持ち込みインターネットを閲覧し、調整ルームで角田河と通話。角田河は認定調整ルームで今村に電話をかけ通話した。これらの行為が日本中央競馬会競馬施行規程第147条19号（競馬の公正確保について業務上の注意義務に違反した者）に該当すると認められたことが6名の処分理由とされた。
JRAは6月26日に開いた定例会見で、処分を受けた6名をJRA本部に呼び出し再教育を行ったほか、処分対象者以外の騎手全員にも聞き取り調査を実施し、法令順守を指導する説明会を開いた。さらに注意喚起の文書も送付。日本騎手クラブ会長の武豊からも各騎手へ厳しく指導した。JRAでは再発防止策として、今後は騎手が競馬場の調整ルームに入った後、競馬場内でのスマホ使用を全面禁止とすることを明らかにした。騎手の手伝いをするバレット、外国人騎手の通訳も同様にスマホ使用を全面禁止とする一方、過去のレース映像を閲覧したい場合に備え専用タブレット端末等を整備するとした。
後述の通り、同様の事案は南関東競馬でも発生しており、6月には藤田凌、12月には桜井光輔が携帯電話の不正使用で騎乗停止処分を受けている。

#### 新技術導入
4月9日阪神開催（第83回桜花賞）より、GI等、注目度の高い競走を対象に、騎手の帽子にカメラを装着する「ジョッキーカメラ」を導入。JRA公式YouTubeチャンネルに公開される。2018年に英国で着用経験があった川田将雅から提案があったが、公正確保等の問題から見送られていた。その後2022年夏頃から行われた実用試験等を経て正式導入された。
4月23日京都開催より、各開催日の第11競走を対象に、GPSや携帯電話基地局等を活用した「競走馬トラッキングシステム」を導入。ターフビジョンでの映像の他、日本放送協会（NHK）・フジテレビ等での中継でも使用される。システム開発は富士通が担当。

### 地方競馬
1月 - 3月は「令和4年度」、4月以降は「令和5年度」の開催内容について記述する。
なお、日程等の発表時期は各主催者ごとに異なるため、発表があり次第順次掲載する。
2022年の日本競馬#2歳・3歳馬ダート競走の体系整備と全日本的なダート競走の体系整備による全国的な競走体系の変更に伴い、各主催者で重賞競走の変更点が多数生じている。
地方競馬全国協会は2024年1月1日に、2023年（暦年）の地方競馬の売得金額（速報値、重勝式を含む）を発表。1兆734億8095万5320円となり、従来の記録（2022年、1兆651億3741万8250円）を更新した。
地方競馬全国協会は2024年4月1日に、2023年度の地方競馬の開催成績を発表。総売得金額は1兆888億6525万8120円（前年度比：101.7%）、総入場人員は252万7874人（前年度比：114.5%）で、総売得金額は過去最高を更新した。

#### JBC競走について
JBC実行委員会は、2022年3月14日に2023年のJBC競走について実施概要を発表。
JBCクラシック・JBCスプリント・JBCレディスクラシックの3競走は、11月3日に大井競馬場で開催。JBC2歳優駿は前年に引き続き、同日の門別競馬場で開催する。
施行距離はクラシックが大井ダート2000m、スプリントが大井ダート1200m、レディスクラシックが大井ダート1800m、2歳優駿が門別ダート1800m。格付はクラシック・スプリント・レディスクラシックがいずれもJpnI、2歳優駿がJpnIIIとされた。

#### 地方競馬全国協会
- 3月8日が「国際女性デー」であることにちなみ、同日付の朝日新聞朝刊に、地方競馬で活躍する女性騎手11名に焦点を当てた広告を掲出した[81]。
- 3月9日から16日まで、畜産振興策の一環として牛乳・乳製品の消費拡大喚起策「地方競馬ミルクウィーク2023」を実施。期間中は全国の競馬場で牛乳やヨーグルト等の乳製品を配布するほか、消費拡大のためのPR活動を行う。あわせて、期間中に地方競馬開催が行われる10競馬場で各地域の酪農を応援する冠レースも実施する[82]。
- 4月1日付で「競走不成立の対象となる基準」を一部変更し、「競走中止馬によるもの等該当競走の出走人馬に起因するもの」は原則として競走不成立の対象外とすることとなった[83][84]。
- 5月8日、新型コロナウイルスに対する感染症の予防及び感染症の患者に対する医療に関する法律（感染症法）上の位置づけが「5類感染症」に変更されたことに伴い、「競馬における新型コロナウイルス感染拡大予防ガイドライン」を廃止[85]。

#### 電話・インターネット投票事業者
- 楽天競馬を運営する競馬モールは2月21日、楽天グループのポイントプログラム「楽天ポイント」を利用した地方競馬の馬券購入が可能になったことを発表。1回のチャージ可能なポイント数は3万ポイントまで、1か月（同月内）にチャージ可能なポイント数は10万ポイントまで（ダイヤモンドランクは50万ポイント）となる[86]。

#### 企画展示
- 新ひだか町博物館では8月19日から9月18日まで、昭和40年代以降に廃止された地方競馬の競馬場について、当時の資料などとともに解説する企画展「Oblivion～忘却の地方競馬展～」を実施する[87]。

#### 帯広市（ばんえい競馬）
2月18日に、2023年度の開催日程と重賞競走を発表。4月21日から2024年3月17日まで、帯広競馬場で25回・149日開催（ナイター95日、準ナイター30日、薄暮24日）。重賞競走は27競走を施行予定。
総発売金額は559億5800万1000円（前年比：100.86%）、総入場者数は33万6289人（前年度比：120.17%）で、ともに前年度を上回った。発売金額は帯広市単独開催となってからの最高額を更新した。
リーディングジョッキーは196勝を挙げた鈴木恵介、リーディングトレーナーは128勝を挙げた金田勇がそれぞれ獲得。

#### 北海道（ホッカイドウ競馬）
2月17日に、2023年度の開催日程と重賞競走を発表。4月19日から11月9日まで、門別競馬場で15回・82日開催（全日程ナイター）。ダートグレード競走を含む重賞競走は29競走を施行予定。
総売得金は512億8091万4960円（計画比：111.90%、前年比：2.84%減）で、前年度を下回ったものの、4年連続で500億円を超えた。
リーディングジョッキーは153勝を挙げた落合玄太が2年連続の受賞、リーディングトレーナーは140勝を挙げた田中淳司が9年連続の受賞となった。
北海道は2024年6月4日の道議会農政委員会で、2023年度地方競馬（ホッカイドウ競馬）特別会計の決算見込みを報告。単年度収支は30億2500万円の黒字（前年度比：8.8%減）で、単年度黒字は11年連続となった。約31億円の余剰金のうち20億9000万円を門別競馬場の改修工事などで使われる施設整備基金に積み立て、7億7400万円を一般会計に繰り入れる。

##### 重賞競走の変更点
- 新設重賞競走
  - 10月5日：ネクストスター門別（H1、2歳、1200m、1着賞金1000万円）[92][93]
- 賞金額を変更する競走[93]
  - サンライズカップ（H1）：1000万円に増額
  - 瑞穂賞（H2）、ウポポイオータムスプリント（H2）、ノースクイーンカップ（H2）、コスモバルク記念（H2）、王冠賞（H2）：600万円に増額
  - 栄冠賞（H2）、エトワール賞（H3）：500万円に増額
  - ブリーダーズゴールドジュニアカップ（H2）：500万円に減額
  - イノセントカップ（H3）、フルールカップ（H3）、フローラルカップ（H3）、リリーカップ（H3）：400万円に増額
  - サッポロクラシックカップ（H3）：400万円に減額
- 格付・条件を変更する競走
  - ブリーダーズゴールドジュニアカップは、H1からH2に格下げ[93]
  - サッポロクラシックカップは、H2からH3に格下げ[93]
  - 星雲賞は、H2からH3に格下げ。あわせて競走条件を3歳以上から3歳に、施行距離を1600mから1200mに変更[93][98]
  - リリーカップ（H3）は施行時期を9月から7月に、施行距離を1200mから1000mに変更[99]。

##### 場外発売の変更点
- Aiba千歳（J-PLACE千歳）は移転のため、2月20日から3月2日まで場外発売・払戻業務を休止（2月25日・26日のJRA場外発売は休止）[100][101]。移転先での営業は、3月3日10時より開始[102]。
- 岩見沢場外発売所（ハロンズ岩見沢）は施設の老朽化により、3月30日をもって2階（ホッカイドウ競馬）の営業を中止。1階（ばんえい競馬）は4月以降も引き続き営業[103]。同所でのホッカイドウ競馬の場外発売も、1階のばんえい競馬発売所で行う。
- 滝川場外発売所（Aiba滝川）は移転オープン準備のため、9月18日をもって現在地（滝川市西町）での営業を終了。移転先（滝川市栄町）での営業は、9月29日より開始。なお、同所で行っているJRA場外発売（J-PLACE滝川）は、9月23日・24日が休止となる[104][105]。

##### その他の変更点
- 賞金額を変更する競走[93]
  - JRA認定競走（ウィナーズチャレンジ・ターフチャレンジ）：250万円に増額
  - 3歳以上（C3・C4）の一般競走では、最低賞金を40万円に増額
- 「冬季在厩3歳馬手当」を新設。前年度の閉幕日まで在籍していた2歳馬が転厩せず、ホッカイドウ競馬在籍のまま次年度の第2回開催までに出走した3歳馬の1走目に対し30万円を支給する[93]。
- 前年度閉幕日の翌日から翌年3月末までにホッカイドウ競馬在籍馬が他場の重賞競走に出走する場合、競走馬の輸送費を補助する制度を新規設定（上限70万円。翌々年度の北海道の重賞競走に出走することが条件）[93]。
- 休止していたJR札幌駅と門別競馬場を結ぶ無料送迎バス（予約制）の運行を再開。また、本年度よりJR鵡川駅との間にも無料送迎バス（予約制）を運行開始する。予約の申込は4月3日より開始[106]。
- 5月3日の門別競馬第5競走（JRA認定フレッシュチャレンジ）は、全国初の試みとして「2020年供用開始種牡馬の産駒限定」で施行[107]。

##### 調教師の新規開業
- 1月5日付で、五十嵐冬樹（免許取得日：2022年12月1日）が新規開業[108]。

#### 岩手県競馬組合（盛岡・水沢競馬）
2月14日に、2023年度の開催日程と重賞競走を発表。通常開催は4月2日に水沢競馬場で開幕し、冬季休催期間を挟み2024年3月18日まで21回・124日（盛岡11回・66日、水沢10回・58日）開催。通常開催終了後、2024年3月23日から31日まで水沢競馬場で特別開催を1回・6日行う。ダートグレード競走を含む重賞競走は46競走（うち盛岡芝重賞8競走）を施行予定。
水沢競馬場では馬場に照明設備を新設し、3月11日より薄暮開催を実施。最終競走の発走時刻を、おおむね18時ごろとする。
総売得金は608億5330万2200円（前年度比：89.5%）、開催競馬場の総入場者数は18万4710人（前年度比：93.8%）で、いずれも前年度を下回った。
岩手県競馬組合は、2023年度の当期利益が4億9000万円の黒字となる見通しであることから、構成自治体（岩手県・盛岡市・奥州市）から受けている約330億円の融資に対する返済額として、過去最高額となる1億9500万円を充てる見通しとなった。

##### 重賞競走の変更点
- 新設重賞競走[109]
  - 10月3日：ネクストスター盛岡（M1、1400m、2歳）
- ダービーグランプリ（M1）は新たな競走体系の整備に伴い、本年度が最後の開催となる[113]。

##### 場外発売の変更点
- 長らく休止していたJRA東京競馬場内の岩手競馬場外発売所について、9月10日より発売・払戻を再開。対象はJRA開催と岩手競馬開催が重複する日の全レースで、一部のレースは前売発売となる[114]。

#### 南関東公営競馬（特別区競馬組合・神奈川県川崎競馬組合・千葉県競馬組合・埼玉県浦和競馬組合）
2022年11月28日に、2023年度の開催日程と重賞競走を発表。競馬場別の内訳は大井が98日（ナイター79日）、川崎が63日（ナイター49日）、船橋が60日（通年ナイター）、浦和が59日となっている。
浦和競馬場では新設された走路照明設備を3月20日から稼働し、「はくぼ開催」を実施。最終競走の発走予定時刻を通年で18時20分ごろとする。
千葉県競馬組合は、2024年3月8日で全日程を終了した2023年度船橋競馬の開催成績を発表。総売得金は962億814万1670円（前年度比：101.6%）で、過去最高額を更新した。
神奈川県川崎競馬組合は、2024年3月15日で全日程を終了した2023年度川崎競馬の開催成績を発表。総売得金は1036億2740万5650円（前年度比：97.5%）で、前年度を下回ったものの、2年連続で1000億円を超えた。
特別区競馬組合は、2024年3月22日で全日程を終了した2023年度大井競馬の開催成績を発表。総売得金は2070億7896万4150円（前年度比：105.9%）で、過去最高額を更新した。組合を構成する東京都特別区への分配金は、138億円（各区6億円）となった。
埼玉県浦和競馬組合は、2024年3月29日で全日程を終了した2023年度浦和競馬の開催成績を発表。総売得金は707億6285万5820円（前年度比：106.6%）で、8年連続で過去最高額を更新した。

##### 重賞競走の変更点
- 新設重賞競走[115][116]
  - 8月9日：フリオーソレジェンドカップ（船橋、SIII、1800m、4歳以上）
  - 8月30日：ルーキーズサマーカップ（浦和、SIII、1400m、2歳）
  - 9月13日：若武者賞（川崎、SIII、1500m、2歳）
  - 2024年1月17日：ブルーバードカップ（船橋、JpnIII、1800m、3歳）
  - 2024年3月14日：ネクストスター東日本（川崎、SIII、1400m、3歳）※施行場は浦和・船橋・川崎で持ち回り
- 格付を変更する競走[115]
  - 雲取賞（大井）：SIIIからJpnIIIに変更
  - 京浜盃（大井）：SIIからJpnIIに変更
- 施行時期を変更する競走[115]
  - サンタアニタトロフィー（大井、SIII）：11月から8月に変更
  - マイルグランプリ（大井、SII）：7月から11月に変更
  - 船橋記念（船橋、SIII）：1月から11月に変更
  - 川崎マイラーズ（川崎、SIII）：5月から1月に変更
  - クイーン賞（船橋、JpnIII）：11月から2月に変更
- 他地区へ移管する競走[115]
  - TCK女王盃（大井）を園田競馬場に移管、名称も「兵庫女王盃」に変更
- 記念重賞競走（本年度限定で実施、格付なし）[115]
  - 12月14日：神奈川記念（川崎、3歳以上JRA・地方交流、1600m）※1923年に神奈川県内の8畜産組合によって春秋2回の競馬会が開催されてから100年目にあたることを記念[116]
- 年度内の2回施行[115]
  - 川崎マイラーズ・クイーン賞は新たな競走体系の構築に伴い、年度内に2回施行となる

##### 場外発売の変更点
- 川崎競馬専用場外発売施設「ジョイホース浜松」（静岡県浜松市中区［現・中央区］）は1月6日をもって勝馬投票券の発売を終了[123]。
- 大井競馬場では従来より楽天競馬との共同事業として英語実況やテロップをつけた大井競馬のレース映像を外国へ配信しているが、9月4日より新たにフランスへも配信。フランス国内では日本から提供されるレース映像をもとに、「ZEturf・フランス社」のインターネット投票サイトから大井競馬の勝馬投票券が購入可能になる[124]。
- 大井競馬場内の「ふるさとコーナー」は新型コロナウイルスの影響で営業を休止していたが、9月30日をもって営業を終了する[125]。
- 大井競馬場では12月4日より、現金投票端末にPayPayのQRコード決済を導入し、QRコード決済で馬券の購入を可能にした。QRコード決済の現金投票端末への導入は、公営競技で初めてとなる[126]。

##### その他の変更点
- 浦和競馬場では寒冷期開催における騎手の健康面を考慮し、下見所から発走地点まで騎手が防寒着を着用できるようにした[127]。
- 大井競馬場では10月8日から25日にかけて、本馬場の砂を入れ替える。新しい砂はオーストラリア産になるほか、砂の入替に合わせて、砂厚も従来の8cmから10cmに変更された。新しい砂での開催は、10月29日から開始[128][129]。

##### 調教師の新規開業
- 3月25日付で、岩﨑真樹（船橋、免許取得日：2022年8月1日）が10馬房で新規開業[130]。
- 5月24日付で、左海誠二（船橋、免許取得日：2022年12月1日）が10馬房で新規開業[131]。
- 6月1日付で、酒井忍と髙橋宏征（いずれも川崎、免許取得日：両者共に2022年12月1日）が新規開業[132]。

##### 格付ポイント制の導入
南関東地区の4競馬場は2024年1月1日より、競走馬のクラス編成において新たな格付制度「格付ポイント制」を全面導入する（2歳馬は4月1日より先行導入）。導入後は各馬に着順に応じたポイントを付与し、格付・編成を行う。他地区や海外での競走、ダートグレード競走でもポイントが計算され、都度加算される。
従来の番組賞金を積算する方式では、競馬場ごとに賞金体系の違いがあるため、「昇格までの速さ」や「南関東交流時に編成される組」が統一されていないことが問題となっており、格ごとに統一した数値（格付ポイント）を設定することで「番組編成を通じて公正公平かつ、より魅力ある競馬番組の実施」を目指すことを目的としている。

#### 石川県・金沢市（金沢競馬）
3月9日に、2023年度の開催日程と重賞競走を発表。4月2日から冬季休催期間を挟み2024年3月26日まで、金沢競馬場で22回（県営19回、市営3回）・89日開催。ダートグレード競走を含む重賞競走は23競走を施行予定。

##### 開催日割の変更点
- 2022年12月に降雪のため開催中止となった2日分の振替として、2022年度第22回開催（3月19日 - 28日）を1日追加して5日間開催とする[136]。

##### 重賞競走の変更点
- 新設競走
  - 9月24日：ネクストスター金沢（2歳、1400m）※重賞級認定競走[137]
- 記念競走
  - 4月9日：金沢競馬移転50周年記念（4歳以上、1900m）[137]

##### 場外発売の変更点
- 金沢競馬場では冬季休催期間明けの3月から5月末まで、日曜日の本場開催日（計8日）に行われる金沢競馬第1競走を「サンデー・プレミアム・ワン（1R）」として、三連単の払戻率を80%に引き上げる[138]。

##### その他の変更点
- 金沢競馬場では5月9日より、競馬開催日に入場料（100円）を徴収することを発表[139]。

#### 愛知県競馬組合（名古屋競馬）・岐阜県地方競馬組合（笠松競馬）
1月20日に、2023年度の開催日程を発表。競馬場別の内訳は名古屋が27回・113日（前年比：増減なし）、笠松が21回・98日（前年比：1日減）となっている。
重賞日程は名古屋が2月22日に発表、ダートグレード競走を含む重賞競走は22競走を施行予定。笠松は2月24日に発表、重賞競走は27競走（準重賞6競走を含む）を施行予定。
名古屋のナイター開催は3月7日に発表され、2023年度は35日開催予定。
岐阜県地方競馬組合は、2024年3月22日で全日程を終了した2023年度笠松競馬の開催成績を発表。総発売額は451億1502万1800円で、過去最高額を更新した。
愛知県競馬組合は、2024年3月29日で全日程を終了した2023年度名古屋競馬の開催成績を発表。総売得金は813億1300万2100円（前年度比：106.4%）で、過去最高額を更新した。

##### 重賞競走の変更点
- 名古屋競馬[146]
  - 新設競走
    - 10月31日：ネクストスター名古屋（2歳、1500m、名古屋所属馬限定）※重賞級認定競走。現行の「弥富記念」を名称変更（後述）
    - 2024年3月28日：ネクストスター中日本（3歳、1500m、北陸・東海交流）※重賞級認定競走。施行場は東海・北陸地区持ち回り

  - ダートグレード競走の日程変更
    - かきつばた記念（JpnIII）は、2024年から2月下旬に変更。これにより、2023年度は2回施行となる
    - 名古屋グランプリ（JpnII）は、2024年から5月上旬に変更
    - 名古屋大賞典（JpnIII）は、2024年から12月後半に変更。このため、2023年度は施行しない

  - 施行距離を変更する競走
    - 東海ダービー（SPI）は、2000mから2100mに変更
    - 秋桜賞（SPI）は、1500mから1700mに変更
    - 新春盃（P）は、1700mから2000mに変更
    - 梅見月杯（SPI）は2000mから1500mに変更し、かきつばた記念トライアルとする

  - 条件を変更する競走
    - 若草賞土古記念（SPI）は、3歳牝馬から4歳以上牝馬に変更
    - ゴールド争覇（SPI）・スプリングカップ（SPI）は、全国交流から西日本地区交流に変更

  - 名称を変更する競走
    - 若獅子盃（P）は現行の弥富記念がネクストスター名古屋となることに伴い、「弥富記念」に名称変更

  - 格付を変更する競走
    - 湾岸スターカップは、SPIIからP（準重賞）に格下げ
    - ベイスプリントは、SPIからSPIIに格下げ
    - 中京ペガスターカップは、SPIIからP（準重賞）に格下げ
- 笠松競馬[142]
  - 新設競走
    - 7月20日：ブルームカップ（P、3歳、1800m）
    - 8月3日：撫子争覇（SPIII、3歳以上牝馬、1400m）
    - 10月12日：ネクストスター笠松（2歳、1400m、笠松所属馬限定）※重賞級認定競走
    - 10月27日：東海クラウン（P、3歳以上、1400m）
    - 2024年1月11日：笠松若駒杯（P、3歳、1400m、笠松デビュー馬限定）
    - 2024年3月5日：ブルーリボンマイル（SPI、4歳以上牝馬、1600m、地方全国交流）
    - 2024年3月7日：ジュニアグローリー（SPIII、3歳、1400m）

  - 格付・条件・施行時期を変更する競走
    - 白銀争覇はSPIIIからSPIIに変更し、施行時期を2月に変更
    - マーチカップは、SPIIIからSPIIに変更
    - ゴールドジュニアは、SPIIIからSPIIに変更
    - 飛山濃水杯（SPIII）・クイーンカップ（SPIII）は、北陸・東海・近畿地区交流から東海地区交流に変更
    - 秋風ジュニア（P）は笠松所属馬限定から笠松デビュー馬限定に変更し、施行時期を8月に変更
    - ジュニアクラウン（P）は、施行時期を8月に変更
    - ウインター争覇（SPIII）は、施行時期を1月に変更

##### 場外発売の変更点
- 名古屋競馬場では4月1日より、名古屋競馬非開催日（JRA発売日を除く）の地方競馬場外発売について、名古屋競馬場スタンド棟での発売を取りやめ、外向発売所での発売に変更[147]。
- 2020年3月より休業していた笠松競馬早朝前売発売所（岐阜県岐南町、1990年4月開設）は、3月31日をもって廃止[148]。

##### その他の変更点
- 名古屋競馬
  - 名古屋競馬場では、2023年度の名古屋競馬開催日（全日）において、入場料（100円）を免除する[149]。
  - 名古屋競馬場では7月12日から9月25日までの名古屋競馬において、「名古屋モーニングフィーバー」を実施。午前中に発走する競走（正午に発走する競走は除く）の3連単について、払戻率を77.7%とする[150]。
- 笠松競馬
  - 笠松競馬場では5月24日以降、新型コロナウイルス感染拡大防止の措置として実施していた「セレモニー時のウイナーズサークル周辺におけるカラーコーン設置」および「個人協賛競走特典の優勝騎手との記念撮影中止」の制限を撤廃する[151]。
  - 実況テレフォンサービス（テレドームサービス）は、NTTコミュニケーションズが6月30日をもってサービスを終了することに伴い終了する[152]。
  - 笠松町が進める「笠松けいば女性雇用プロジェクト」の一環として、笠松競馬場内に女性用更衣室・トイレ・休養設備を完備したトレーラーハウスを設置[153]。

#### 兵庫県競馬組合（園田・姫路競馬）
2022年10月27日に、2022年度（1月 - 3月）の開催日程と重賞競走を発表。前年より姫路競馬場での開催が9日増加し、姫路では1月17日から3月23日まで5回・30日開催（重賞は4競走を施行予定）。園田競馬場では1月2日から12日（1回・6日）、3月28日から31日（1回・4日）の2回・10日開催（重賞は1競走を施行予定）。
2023年度（4月 - 12月）の開催日程と重賞競走は、2022年12月30日に発表。すべて園田競馬場で開催され、4月4日から12月31日まで21回・121日開催。ナイター開催は4月28日から10月27日までの金曜日に27回施行予定。ダートグレード競走を含む重賞競走は23競走を施行予定。このほか、発走時刻を通常より約2時間遅らせる「そのだサマー競馬」は、5月2日から8月17日まで33日間（金曜ナイター実施日は除く）施行予定。
2023年度の総売得金は1201億9399万2100円（前年度比：98.2%）で、前年度を下回った。

##### 重賞競走の変更点
- 新設競走
  - 8月10日：兵庫ジュベナイルカップ（重賞II、2歳、園田1400m）[159][160]
  - 10月12日：ネクストスター園田（重賞I、2歳、園田1400m）[159][160]
- 施行時期・施行場の変更
  - 兵庫若駒賞（重賞I）の施行時期を、10月から8月に変更[159][160]
  - 本年の兵庫ユースカップは、姫路競馬場で施行[154]

##### 場外発売の変更点
- 兵庫県競馬組合は1月31日に、2021年12月より休止となっている難波場外発売所（ウインズ難波）での発売・払戻を再開しないことを発表[161]。
- 2021年12月より休止となっていた神戸場外発売所（ウインズ神戸B館）は、4月4日より発売を再開[156]。
- 9月1日より、神戸場外発売所及びDASH福山駅前が最大4場発売に対応[162]。

##### その他の変更点
- 園田競馬場の馬場内にある大型映像装置は、1月13日から3月27日までの予定で更新工事を行う。工事期間中は、場外発売時に大型映像装置での放映が行われない[163]。
- 「そのだ・ひめじ競馬テレホン実況サービス」は、テレドームサービスの終了に伴い3月23日の姫路競馬をもってサービスを終了[156]。
- 本年途中よりJRA所属騎手のエキストラ騎乗用勝負服（貸服）がリニューアルされ、新たにマスコットキャラクター「そのたん」をイメージした三日月・星印が施された[164]。この貸服は7月より競走にて使用されている[165][166]。

#### 高知県競馬組合（高知競馬）
2月26日に、2023年度の開催日程と重賞競走を発表。4月8日から2024年3月27日まで、高知競馬場で19回・107日開催。ダートグレード競走を含む重賞競走は20競走を施行予定。
高知県競馬組合は、2023年度高知競馬の開催成績を発表。総売得金は958億1896万円で、過去最高を更新した。

##### 重賞競走の変更点
- 新設競走[167]
  - 10月29日：ネクストスター高知（2歳、1400m）
  - 2024年2月25日：レジーナディンヴェルノ賞（4歳以上牝馬、1900m、地方全国交流）

##### その他の変更点
- 高知競馬場では5月13日以降、競馬開催日の14時以降に入場する場合、入場料（100円）を徴収することを発表[169]。

##### 現役騎手の逮捕事件
テレビ高知やNHKが4月6日に報じたニュースによると、高知競馬所属騎手の妹尾浩一朗が4月5日の夜に自宅アパートにおいて酒を飲んでいた際に口論となり、同居する女性の首を両手でつかんで擦り傷を負わせたとして、傷害の容疑で警察に逮捕された。
この件について、高知県競馬組合は公式ホームページでコメントを発表し、「現在事実関係を調査しております。当組合としては、事実関係に基づき適切に対応してまいります」とし、妹尾が騎乗予定だった4月8日・9日の計8鞍は変更命令により騎手変更となった。
また、妹尾が4月5日に酒気帯び運転を起こしたことで刑事罰（罰金刑）に処されたこと等を受け、高知県競馬組合は妹尾に対し7月29日から9月30日まで実効15日間の騎乗停止処分としたほか、所属厩舎調教師の打越勇児に対し、7月30日まで実効2日間の賞典停止とした。

#### 佐賀県競馬組合（佐賀競馬）
3月4日に、2023年度の開催日程と重賞競走を発表。4月1日から2024年3月31日まで、佐賀競馬場で23回・115日開催（ナイター94日）。ダートグレード競走を含む重賞競走は31競走を施行予定。

##### 重賞競走の変更点
- 新設競走[176]
  - 10月1日：ネクストスター佐賀（2歳、1400m）
  - 2024年1月5日：佐賀若駒賞（3歳）
- 持ち回り開催[176]
  - 西日本地区持ち回りで開催する西日本ダービーは、9月10日に佐賀競馬場で施行。

##### 場外発売の変更点
- 佐賀競馬専用場外発売所「ドリームなかつ」（大分県中津市）での勝馬投票券の発売を11月30日をもって終了。払戻業務は2024年1月30日まで行う[177]。

##### その他の変更点
- 前年度限りで勇退した場内実況アナウンサーの中島英峰に代わり、本年度より佐賀競馬場の実況業務を日経ラジオ社（ラジオNIKKEI）に委託[178][179]。さらに10月8日の開催からフリーアナウンサーの東原洋平が場内実況に加わった[180]。
- 5月28日（九州ダービー栄城賞施行日）に、メタバース技術を活用したオンラインイベント「スナバース」を開催。メタバースの活用は、地方競馬で初めての試みとなる[181]。

## 中央競馬の開催日割
予定として発表されている競馬場別の開催日割は以下の通り。
- 札幌競馬場：2回・14日（前年比：増減なし）
- 函館競馬場：2回・12日（前年比：増減なし）
- 福島競馬場：3回・20日（前年比：増減なし）
- 新潟競馬場：4回・26日（前年比：増減なし）
- 中山競馬場：5回・42日（前年比：増減なし）
- 東京競馬場：5回・45日（前年比：増減なし）
- 中京競馬場：4回・32日（前年比：13日減）
- 京都競馬場：3回・29日（前年比：29日増）
- 阪神競馬場：5回・46日（前年比：8日減）
- 小倉競馬場：3回・22日（前年比：8日減）

## 地方競馬の開催日割
予定として発表されている競馬場別の開催日割は以下の通り。
各主催者とも1月 - 3月は2022年度、4月 - 12月は2023年度。
- 帯広競馬場：（1月 - 3月）35日[182]（4月 - 12月）113日[88]
- 門別競馬場：（4月 - 12月）82日[92]
- 盛岡競馬場：（4月 - 12月）66日[109]
- 水沢競馬場：（1月 - 3月）12日[183]（4月 - 12月）53日[109]
- 大井競馬場：（1月 - 3月）20日[184]（4月 - 12月）78日[185]
- 川崎競馬場：（1月 - 3月）15日[184]（4月 - 12月）49日[185]
- 船橋競馬場：（1月 - 3月）15日[184]（4月 - 12月）45日[185]
- 浦和競馬場：（1月 - 3月）14日[184]（4月 - 12月）45日[185]
- 金沢競馬場：（1月 - 3月）7日[186]（4月 - 12月）82日[135]
- 名古屋競馬場：（1月 - 3月）33日[187]（4月 - 12月）80日[140]
- 笠松競馬場：（1月 - 3月）28日[187]（4月 - 12月）70日[140]
- 園田競馬場：（1月 - 3月）10日[154]（4月 - 12月）121日[155]
- 姫路競馬場：（1月 - 3月）30日[154]
- 高知競馬場：（1月 - 3月）38日[188]（4月 - 12月）71日[167]
- 佐賀競馬場：（1月 - 3月）31日[189]（4月 - 12月）85日[176]

## できごと

### 1月
- 2日 - 川崎競馬第10競走（百人一首賞、B2B3、ダート2000m、9頭）で、ケウ（牝4、川崎・林隆之厩舎）が馬体重593kgで出走して1着となり、牝馬の日本国内最高馬体重勝利記録（1992年2月23日・東京競馬第1競走、メジロエサン：588kg）を更新した[190]。
- 3日 - 水沢競馬第9競走（C1一組、サラ系一般、ダート1600m、9頭）で山本聡哉が勝利し、従来の岩手競馬所属騎手による年間最多勝利記録（小林俊彦、215勝）を更新する216勝目を挙げた[191]。
- 10日 - 2022年度のJRA賞が発表され、イクイノックスが年度代表馬に選出された。同馬の父キタサンブラックは2016年・2017年の年度代表馬で、父子で受賞となったほか、3歳牡馬の受賞は前年のエフフォーリアに続き2年連続となった[192]。
- 11日 - この日の園田競馬で、吉村智洋（園田）が1日7勝を記録し、兵庫県競馬の新記録となった[193]。
- 13日 - タービランス（浦和）が骨折のため引退することとなり、浦和競馬場で引退式が行われた。今後は乗馬に[194]。
- 18日 - 国際競馬統括機関連盟（IFHA）は2022年の「世界のトップ100GIレース」を発表し、日本の競走は12競走が100位以内にランクインした。最高は皐月賞の15位で、ランクインした競走数はオーストラリア（20競走）、米国・英国（いずれも18競走）に次いで4番目となった[195]。また、「2022年度ロンジンワールドベストレースホースランキング」もあわせて発表され、日本調教馬の最高はイクイノックスが3位タイとなった[196]。
- 25日 - 大井競馬第9競走（C1五六、ダート1600m、14頭）で13番人気のエスプリブルズアイ（牡4、大井・澤佳宏厩舎）が1着となり、単勝の払戻金は3万9190円を記録し、従来の大井競馬史上最高記録（2016年2月25日・第11競走、3万9120円）を更新した[197]。

### 2月
- 1日 - 川崎競馬第11競走（第72回川崎記念、JpnI）で、ウシュバテソーロ（牡6、JRA美浦・高木登厩舎）が優勝。美浦所属馬が同競走を優勝したのは、2002年（リージェントブラフ）以来21年ぶりとなった[198]。
- 4日 - ばんえい帯広競馬の後半7レースの1着馬をすべて当てる「セレクト7重勝単勝」で、対象レース順に2番人気→2番人気→2番人気→5番人気→4番人気→4番人気→1番人気が1着となり、1口が的中。払戻金は2217万2920円で、従来の過去最高記録（2022年5月2日、1859万4660円）を更新したほか、後半5レースの1着馬をすべて当てる「5重勝単勝」の払戻金も史上最高記録となった[199]。
- 7日 - JRAは2023年度の新規騎手免許試験合格者を発表し、女性2名を含む6名が合格した。6名全員がJRA競馬学校騎手課程の生徒で、3月以降に順次デビュー予定[200][201]。
- 12日 - 阪神競馬第11競走（第116回京都記念、GII）で、ドウデュース（牡4、栗東・友道康夫厩舎）が優勝。東京優駿（日本ダービー）優勝馬が同競走を優勝したのは、年2回制で行われていた1948年春（第6回、マツミドリ）以来75年ぶりとなった[202]。
- 16日 - 特別区競馬組合は、所属馬のサルサディオーネが3月1日に行われるエンプレス杯の出走を最後に引退することを発表。3月6日に大井競馬場で引退式を行い、今後は繁殖入り[203][204]。
- 18日 - 阪神競馬第8競走（3歳1勝クラス、ダート1800m、16頭）で、武豊（栗東）が騎乗した16番人気のティルドーンが3着に入線し、同馬の複勝払戻金が2780円を記録。武の騎乗馬の複勝としては2014年3月1日の阪神競馬第5競走（エアジャモーサ、2350円）を上回り過去最高となったほか、武が16番人気以下の馬で3着以内に入ったのも初めてとなった[205]。
- 19日
  - 東京競馬第1競走（3歳未勝利、ダート1400m、16頭）でホウオウドラッカーが1着となり、騎乗したクリストフ・ルメール（栗東）は第1回東京競馬での勝利数が22勝に到達。これにより、同一場1開催（8日間）の最多勝利記録（武豊・藤田伸二・戸崎圭太：21勝）を更新した[206]。
  - JRAは、第40回アジア競馬会議を2024年8月27日から9月1日の日程で、札幌で開催することを発表。日本での同会議開催は過去に東京で4回開催された例があるが、札幌での開催は初めてとなる[207]。
- 22日 - 高知競馬第2競走（土佐あかうし特別、C1-2、ダート1400m、8頭）で、嬉勝則（高知）が地方競馬通算2万回騎乗を達成[208]。
- 25日
  - 佐賀県競馬組合は、兵庫県競馬所属騎手の青海大樹が3月1日付で佐賀・真島元徳厩舎へ移籍することを発表[209]。
  - （現地時間）サウジアラビアのキングアブドゥルアジーズ競馬場でサウジカップデー諸競走が行われ、メインのサウジカップ（G1）をパンサラッサ（牡6、栗東・矢作芳人厩舎）が日本調教馬として初優勝[210]したほか、1351ターフスプリント（G3）はバスラットレオン（牡5、栗東・矢作芳人厩舎）[211]が、レッドシーターフハンデキャップ（G3）はシルヴァーソニック（牡7、栗東・池江泰寿厩舎）が優勝[212]し、日本調教馬が3勝を挙げた。パンサラッサはサウジカップの勝利で通算収得賞金が18億4466万3500円となり、テイエムオペラオーを抜いて日本歴代3位となった[213]。
- 26日
  - 中山競馬第2競走（3歳未勝利、ダート1800m、16頭）でフェザーモチーフが1着となり、同馬の父ハーツクライは産駒のJRA通算勝利数が1436勝に到達。これにより、サクラバクシンオー（1435勝）を抜き、種牡馬別JRA通算勝利数が歴代単独8位となった[214]。
  - 中山競馬第11競走（第97回中山記念、GII）に出走して11着だったダノンザキッド（牡5、栗東・安田隆行厩舎）は、枠内駐立不良（くぐる）のため27日から3月28日まで出走停止となり、停止期間満了後に発走調教再審査を受けることとなった。同馬はドバイターフ（3月25日）に選出されていたが、出走が不可能になった[215]。
- 28日 - JRA調教師の大江原哲（美浦）・五十嵐忠男・池添兼雄・橋田満・南井克巳（以上栗東）が定年のため引退。また、騎手の福永祐一（栗東）が調教師転身に伴い引退[216]。

### 3月
- 6日 - 特別区競馬組合は、所属馬のマンダリンヒーロー（牡3、大井・藤田輝信厩舎）が4月8日（日本時間4月9日）に米国サンタアニタパーク競馬場で行われるサンタアニタダービー（G1）に出走するため遠征することを発表。地方競馬所属馬の米国遠征は史上初となる[217]。
- 7日 - 大井競馬第8競走（C1四五、右回りダート1600m、14頭）はゲート内で暴れて競走除外となった馬の脚がゲートに挟まり、除外馬の収容に時間を要し、発馬機が使用できなかったため競走取りやめとなった[218]。
- 11日
  - 中山競馬第1競走（3歳未勝利、牝馬、ダート1800m、12頭）で、内田博幸（美浦）がJRA史上24人目（現役騎手16人目）となる通算1万3千回騎乗を達成[219]。その後の第7競走（3歳1勝クラス、芝2000m、11頭）では、丹内祐次（美浦）がJRA史上49人目（現役騎手33人目）となる通算1万回騎乗を達成[220][221]。
  - 阪神競馬第8競走（第25回阪神スプリングジャンプ、J・GII）で、ジェミニキング（セン7、栗東・服部利之厩舎）が優勝。同馬および騎乗した小野寺祐太（栗東）はいずれも重賞初勝利となった[222]。
- 12日 - 中山競馬第10競走（東風ステークス、L）でラインベックが1着となり、同馬の父ディープインパクトは産駒のJRA通算勝利数が2700勝に到達。JRA通算2700勝達成はサンデーサイレンスに次いで2頭目で、産駒の初出走から12年8か月21日での達成は、サンデーサイレンス（13年7か月17日）を上回り、史上最速での達成となった[223][224]。
- 15日 - 名古屋競馬第7競走（B5、ダート1500m、12頭）で、出走表で6番のナムラリュウグウが7番、同7番のマイネルハレオが6番のゼッケンを誤ってつけたままパドックを周回する事象が発生。パドック解説者が毛色の違いでゼッケンの誤りに気付き、2頭は再装鞍のうえ、本馬場へは正しいゼッケンで入場した[225]。
- 16日 - 調教師の矢野義幸（船橋）は、管理馬のミューチャリーが前日に行われたダイオライト記念（競走中止）を最後に引退することを発表。今後は誘導馬に[226]。
- 17日
  - 地方競馬全国協会は令和4年度第3回調教師・騎手免許試験の新規合格者を発表し、調教師1名・調教師補佐1名・騎手11名が合格。調教師試験の合格者は現役騎手の真島大輔（大井）で、31日付で騎手を引退する。騎手試験の合格者は全員が地方競馬教養センターの騎手候補生で、いずれも4月1日付で免許が交付される[227][228][229]。
  - 埼玉県浦和競馬組合は、所属調教師の牛房榮吉が31日付で引退することを発表[230]。24日の浦和競馬第4競走（カラドボルグ、3着）が最後の出走となった[231]。
- 18日 - 中山競馬第12競走（4歳以上2勝クラス、ダート1200m、15頭[注 2]）で、三浦皇成（美浦）がJRA史上43人目（現役騎手28人目）となる通算1万1千回騎乗を達成[232]。
- 19日 - 中京競馬第1競走（3歳未勝利、牝馬、ダート1200m、16頭）で、藤岡康太（栗東）が史上50人目（現役騎手34人目）となるJRA通算1万回騎乗を達成[233]。
- 23日 - 特別区競馬組合は、所属騎手の柏木健宏[234]、調教師の三坂盛雄と柏木一夫がいずれも31日付で引退することを発表[235]。三坂は31日の大井競馬第10競走、柏木一は31日の大井競馬第11競走が最後の出走となった[236]。
- 25日 - （現地時間）アラブ首長国連邦のメイダン競馬場でドバイワールドカップミーティング諸競走が行われ、メインのドバイワールドカップ（G1）でウシュバテソーロ（牡6、美浦・高木登厩舎）がダートコースでは日本調教馬として初優勝[注 3]した[237]ほか、ドバイシーマクラシック（G1）をイクイノックス（牡4、美浦・木村哲也厩舎）[238]、UAEダービー（G2）をデルマソトガケ（牡3、栗東・音無秀孝厩舎）[239]が優勝し、日本調教馬が3勝を挙げた。
- 26日 - 佐賀県競馬組合は、所属調教師の坂井孝義が26日付で勇退することを発表[240]。また、33年間にわたり佐賀競馬の場内実況アナウンサーを務めていた中島英峰も26日の開催をもって勇退[241]。
- 28日 - 特別区競馬組合は、29日の大井競馬第3競走に出走予定だったメイワシェリー（牝5）が、25日に治療のため規制薬物（デキサメタゾン）の投与を受けたことが判明したことを発表。同薬物はレース当日に影響が残るおそれがあるとして、組合は同馬を競走除外とした[242]。
- 29日 - 岩手県競馬組合は、所属調教師の平澤芳三が31日付で引退することを発表[243]。
- 31日 
  - ホッカイドウ競馬は、所属騎手の馬渕繁治が4月1日付で笠松・森山英雄厩舎に移籍することを発表[244]。
  - 特別区競馬組合は、所属調教師の藤村和生が31日付で引退することを発表[245]。

### 4月
- 1日 - 中山競馬第1競走（3歳未勝利、牝馬、ダート1800m、14頭）で、松岡正海（美浦）が史上33人目（現役騎手20人目）となるJRA通算1万2千回騎乗を達成[246]。
- 2日 - 阪神競馬第11競走（第67回大阪杯、GI）で、ジャックドール（牡5、栗東・藤岡健一厩舎）が優勝。騎乗した武豊（栗東）は54歳0か月19日でのGI優勝となり、岡部幸雄が保持していたJRAのGI最年長優勝記録（53歳11か月27日）を更新するとともに、自身のJRA・GI通算勝利数が80勝に到達した[247][248]。
- 8日
  - 中山競馬第11競走（第41回ニュージーランドトロフィー、GII）で、武豊（栗東）がJRA史上初の通算2万4千回騎乗を達成[249]。
  - （現地時間）米国サンタアニタパーク競馬場でサンタアニタダービー（G1）が行われ、地方競馬から初めて米国へ遠征したマンダリンヒーロー（牡3、大井・藤田輝信厩舎）が出走。優勝したプラクティカルムーヴからハナ差の2着に健闘した[250]。→3月6日のできごとも参照
- 9日 - 福島競馬第4競走（障害4歳以上未勝利、芝2750m、10頭[注 4]）で、金子光希（美浦）が史上18人目（現役騎手9人目）となるJRA障害競走通算1千回騎乗を達成[251]。
- 13日 - 国際競馬統括機関連盟（IFHA）は最新の「ロンジン・ワールドベストレースホースランキング（対象期間：1月1日から4月9日まで）」を発表し、日本調教馬ではイクイノックスが129ポンドで全体の単独1位となった。日本調教馬が全体の単独1位を獲得したのは、2014年のジャスタウェイ、2016年のエイシンヒカリに次いで3頭目となった[252][253]。
- 15日 - 中山競馬第11競走（第25回中山グランドジャンプ、J・GI）で、イロゴトシ（牡6、栗東・牧田和弥厩舎）が優勝。本田土寿（熊本）が生産した同馬は九州産馬として初のJRA・GI優勝となったほか、騎乗した黒岩悠（栗東）、管理調教師の牧田もGI初優勝となった[254]。
- 16日 - 中山競馬第11競走（第83回皐月賞、GI）で、ソールオリエンス（牡3、美浦・手塚貴久厩舎）が優勝。同馬は同競走が3戦目で、キャリア2戦での皐月賞優勝は1946年に2歳馬競走が始まって以来の最少キャリアとなった[255]。
- 18日 - 大井競馬第6競走（C2十・十一、ダート右回り1200m、16頭）は真正な発走と認められなかったため、カンパイ（発走やり直し）となった。大井競馬でのカンパイは2021年7月16日の第1競走以来となった[256]。
- 19日 - 園田競馬第5競走（4歳以上C1二、ダート1400m、12頭）の出走馬がパドックを周回中、本来は2番のラガーヴィーヴが誤って4番のゼッケンをつけて周回。約2分ほど周回したところで誤りに気付き、正しいゼッケンをつけ直して周回し、レースも予定通りに行われた[257]。
- 22日 - 午前4時ごろ、美浦トレーニングセンター内で調教師の和田雄二が倒れているのが発見され、病院へ搬送されたが、一時意識不明の重体となった。警察の調べによると、和田は同僚らと隊列を組んで調教コースへ向かう途中で落馬したとみられ、病院の医師からは脳梗塞の所見があると報告があったという[258]。関係者によると、和田は同日夕方に意識を回復したという[259]。
- 23日 - 第1回福島競馬が全日程を終了し、永島まなみ（栗東）が7勝を挙げて開催リーディングとなった。JRAで女性騎手が開催リーディングを獲得したのは、2019年の藤田菜七子（第3回新潟競馬）以来2人目となった[260]。
- 24日 - 埼玉県浦和競馬組合は所属騎手の寺島憂人に対し、同日から5月12日まで実効15日間の騎乗停止処分を科したことを発表。寺島は2021年10月31日の夜にさいたま市内の路上で道路交通法違反（酒気帯び運転）を起こし、罰金刑に処せられていたことに加え、主催者への報告が著しく遅延し、競馬の信用を失墜させたことを理由とした[261][262]。
- 27日 - JRAは、2018年3月31日に行われたドバイターフ（G1）で3着同着となったディアドラとリアルスティールの本賞金に誤りがあったとして、訂正することを発表。これまで、同競走における3着同着の本賞金はそれぞれ3095万6500円とされていたが、訂正後は5065万6100円となる。これに伴い、両馬の獲得総賞金もそれぞれ訂正されたほか、JRAの公式サイトで公開している2018年度のリーディングジョッキー（クリストフ・ルメール）、リーディングトレーナー（橋田満・矢作芳人）、馬主成績（森田藤治・サンデーレーシング）の総賞金もそれぞれ訂正して加算。この結果、森田の馬主順位が68位から63位に変更された[263]。
- 30日
  - 京都競馬第11競走（第167回天皇賞（春）、GI）で3年連続2着となったディープボンド（牡6、栗東・大久保龍志厩舎）は、同競走の2着賞金を加算した結果、獲得総賞金が6億4591万3800円に到達。これにより、GI級競走の優勝がない馬としてはナイスネイチャを抜き、歴代1位の記録となった[264]。
  - 京都競馬第12競走（東大路ステークス、4歳以上3勝クラス、ダート1200m、16頭）で、横山典弘（美浦）がJRA史上5人目（現役4人目）となる通算2万1千回騎乗を達成[265]。

### 5月
- 2日 - 愛知県競馬組合は、3日の名古屋競馬第6競走（山口斉聖キンキンに冷えてる記念、C-15組、ダート1500m、12頭）に出走するセリガチの騎乗予定騎手を4月30日から「大畑雅章」と誤って発表。組合の規定では、騎手の連続レース騎乗は6連続までとなっているが、大畑は7連続となったことが発表後に発覚した。このため、地方競馬情報サイトなどの出馬表にも誤った情報で掲載されたほか、組合は友森翔太郎に騎手変更とした[266][267]。
- 5日
  - 千葉県競馬組合は、同日の船橋競馬第6競走（びわ特別、3歳一、ダート1500m、11頭）に負担重量54kgで出走し2着となったカナリアフレイバーの負担重量が、正しくは56kgの誤りだったことを発表[268]。
  - 金沢競馬場は石川県内で発生した地震による余震のおそれを考慮し、同日の場外発売を中止とした[269]。
- 7日 - 東京競馬第11競走（第28回NHKマイルカップ、GI）で、シャンパンカラー（牡3、美浦・田中剛厩舎）が優勝。騎乗した内田博幸（美浦）は52歳9か月12日でのGI優勝となり、グレード制が導入された1984年以降では歴代4位の年長記録となったほか、枠連の払戻金（9690円）は同競走の式別最高払戻金記録を更新した[270]。
- 9日 - 大井競馬第12競走（麹町賞、B3二、ダート右回り1800m、11頭）は当初14頭の予定だったが、小林牧場から輸送予定の3頭が馬運車の故障により装鞍時刻に間に合わなかったため、競走除外となった[271]。
- 10日 - 門別競馬第2競走（3歳以上C4-3、ダート1200m、12頭）は1着から順に8番人気→4番人気→9番人気と入線したが、3連単の的中者がおらず、特払い（70円の払戻）となった。門別で特払いが発生したのは、2017年8月8日以来となった[272]。
- 11日
  - JRA調教師の矢作芳人は、JRA所属騎手の古川奈穂が15日から3週間大井競馬場で調教に騎乗するとともに、大井競馬所属騎手の吉井章が16日から2週間、栗東トレーニングセンターで調教に騎乗することを明らかにした。矢作と親交のある調教師の松浦裕之（大井）が以前より2人で練り上げていたもので、大井競馬場・地方競馬全国協会・JRAの協力を得て初めて実現した。JRA所属騎手が地方の競馬場に滞在して調教を行うのは、極めて異例のこととなる[273]。
  - シルクホースクラブは公式サイトで、所有馬のラウダシオンが13日に行われた京王杯スプリングカップ（GII）の出走を最後にオーストラリアへ移籍することを発表。現地で種牡馬入りのオファーがあり、種牡馬入り前提での移籍となる[274]。
  - 大井競馬第10競走（おとめ座特別、C1一、ダート右回り2000m）は、競走除外馬の収容に大きく時間を要したため、競走取りやめとなった。これにより、同競走が対象に含まれるトリプル馬単を含め、すべての投票券が返還となった[275]。
- 13日 
  - 京都競馬第5競走（3歳未勝利、芝1800m、11頭）で、2着に単勝11番人気のニホンピロパークスが入線。同馬の複勝払戻金は1万8020円となり、従来のJRA史上最高記録（2010年6月26日、福島競馬第2競走・ヴィヴィアン、1万6110円）を更新した[276][277]。
  - 京都競馬第12競走（4歳以上2勝クラス、ダート1200m、15頭）で、幸英明（栗東）が武豊に次いで史上2人目となるJRA通算2万3千回騎乗を史上最速（29年2か月9日）・最年少（47歳4か月2日）で達成[278]。
- 17日 - JRAは、所属騎手の竹之下智昭（栗東）が20日をもって引退することを発表。今後は調教助手に転身[279]。6日の京都競馬第8競走（4歳以上1勝クラス、ダート1800m、10頭立て4着）が最後の騎乗になった[280]。
- 25日 - 不動産会社の社長で、JRAのGI優勝馬ジュンライトボルトの馬主でもある河合純二が、この日までに出資法違反の容疑で警視庁生活経済課に逮捕された。今後、裁判で禁固以上の刑に処せられた場合は、日本中央競馬会競馬施行規程第10条により、馬主登録が取り消される[281][282]。
- 27日 - 京都競馬第2競走（3歳未勝利、ダート1200m、16頭）で、先頭を走行していた馬の騎手がゴール直前で落馬。レースの勝ちタイムは直後に「1分13秒3」と発表されたが、カラ馬のタイム検知を避けるため、自動で計測していたタイムを急遽手動計測に切り替え、職員が合議した結果、「1分13秒1」に訂正して発表された[283]。
- 28日 - 東京競馬第11競走（第90回東京優駿、GI）で、タスティエーラ（牡3、美浦・堀宣行厩舎）が優勝。騎乗したダミアン・レーン（オーストラリア）は同馬に初騎乗で優勝、テン乗りでの日本ダービー優勝は1954年（ゴールデンウエーブ、岩下密政）以来69年ぶりとなった[284][285]。また、2着から4着までの着差もクビ・ハナ・ハナの接戦で、1着から4着までが同タイムだった。これは1984年のグレード制導入後では初めてとなった[286]。

### 6月
- 1日 - 特別区競馬組合は、所属騎手の藤田凌が騎手調整ルームに関する開催執務委員長指示事項に違反（騎手調整ルーム内での通信機器の不適切使用）したことが判明したため、5日から16日まで開催日10日間の騎乗停止としたことを発表。大井競馬場ではエージェントとの連絡などの場合、申告により通信機器を受け取れる規定になっているが、藤田は2月21日から24日、および3月7日から10日に、預けた通信機器を虚偽の申告により受け取り、禁止事項である外部の者との連絡を行ったもの。なお、本人への聴取や通信機器等の履歴調査を行った結果、競馬の公正を損う通信は認められなかった[287]。なお、藤田は今回の違反を重く受け止め、大井競馬の開催は26日から30日、南関東他場・他地区・JRA開催は8月20日までの騎乗を自粛する旨を組合に申し出た[288]。
- 2日 - 園田競馬は、前日からの降雨により馬場状態の回復が困難であり、安全かつ公正な競走が出来ないため開催を中止[289]。また、浦和競馬の第4競走以降、名古屋競馬の第5競走以降は大雨による走路コンディション悪化のため、取りやめとなった[290][291]。これにより、この日開催予定だった地方競馬はすべて取りやめとなった[292]。
- 3日
  - 東京競馬第11競走（アハルテケステークス）に騎乗予定だった亀田温心（栗東）は、事故（交通手段錯誤）のため北村宏司（美浦）に騎手変更となった。亀田は前日に東海道新幹線で東京競馬場に向かおうとしたが、新幹線が運休のため栗東にいったん引き返し、当日の朝に関西空港から飛行機で向かう予定にしていたが、誤って伊丹空港に向かったため後続の飛行機にも乗ることができなかった[293]。この件に関して、JRAは亀田に対して過怠金3万円の制裁を科した[294]。
  - （現地時間）英国エプソム競馬場で英国ダービー（G1）が行われ、オーギュストロダン（牡3、アイルランド・エイダン・オブライエン厩舎）が優勝。同馬の父は2019年7月に死亡したディープインパクトで、日本・海外合わせてわずか12頭しかいない最終世代の産駒で英国ダービーを制覇、これによりディープインパクトは日本・フランス・英国の3か国でダービー馬を出した[295][296]。
- 5日 - 警視庁新宿署は、JRAの馬主で会社経営の男（63歳）を詐欺の容疑で東京地検に書類送検し、あわせて起訴を求める意見をつけた。男は2019年6月から2020年9月ごろにかけて北海道の牧場で競走馬2頭を購入した際、共同購入した東京都と愛知県の男性2人に対し、負担分として約140万円を水増しした価格を伝え、水増し分を含む計約600万円をだまし取った疑い。男の息子はGI優勝経験のある騎手で、勧誘にあたっては「息子を騎乗させる」と語っていたという[297]。
- 9日 - JRAは、所属騎手の吉田隼人（美浦）が4日の阪神競馬第12競走騎乗後、阪神競馬場調整ルーム居室にある備品を損壊させた事実が確認されたとして、24日・25日（開催日2日間）の騎乗停止にしたことを発表[298]。4日の17時過ぎに清掃スタッフが洗面台の戸棚やテレビのリモコン、ごみ箱が明らかに偶発的ではない壊れ方をしていたのを発見し、後日本人に確認したところ、事実を認めた[299]。
- 11日 - 函館競馬第11競走（函館スプリントステークス、GIII）で、横山武史（美浦、弟）がキミワクイーンで勝利。その後に行われた東京競馬第11競走（エプソムカップ、GIII）では横山和生（美浦、兄）がジャスティンカフェで勝利し、兄弟騎手が同日にJRA重賞勝利を記録したのはグレード制導入以降、1997年3月2日（武豊・武幸四郎）以来2組目となった[300]。
- 12日 - 金沢競馬場の敷地内にある2階建て厩務員宿舎で、午後8時半ごろに火災が発生。焼けた2階の室内から身元不明の1人が遺体で発見された。この部屋に住む厩務員の男性と連絡が取れていないという[301]。
- 14日 - JRAは、13日で短期免許の期間が終了した騎手のダミアン・レーン（オーストラリア）に対し、14日から2024年6月13日までの1年間、短期免許を交付しないことを発表。本年の制裁点数が所定の点数を超過したため、制限の対象となった[302]。また、通常は1年間で最大3か月となっている免許期間についても、2024年は2か月に制限される[303]。
- 18日
  - 函館競馬第8競走（3歳以上1勝クラス、芝1200m、16頭）で、1着から8番人気→15番人気→12番人気の順に入線。払戻金は3連復が96万4370円、3連単が619万6220円となり、いずれも函館競馬史上最高記録を更新する波乱となった[304]。
  - 函館競馬第10競走（檜山特別、3歳以上2勝クラス、ダート1700m、13頭）で、岩田康誠（栗東）が史上17人目（現役12人目）となるJRA通算1万5000回騎乗を達成[305]。
- 28日 - 大井競馬第11競走（第46回帝王賞、JpnI）で、メイショウハリオ（牡6、栗東・岡田稲男厩舎）が優勝。同馬は前年の帝王賞優勝馬で、同一馬による連覇はレース史上初となった[306]。

### 7月
- 2日 - 高知競馬第2競走（C3-11、ダート1400m、10頭）で、大澤誠志郎（高知）が地方競馬通算6000回騎乗を達成[307]。
- 8日 - 佐賀競馬は天候不良のため第4競走を、走路整備のため第5競走をそれぞれ取りやめとした[308]。
- 9日
  - 福島競馬第4競走（3歳未勝利、ダート1700m、15頭）で、1着から順に13番人気→10番人気→1番人気と入線。枠連の払戻金は14万9110円となり、従来のJRA史上最高記録（1970年2月22日・小倉競馬第2競走、12万3410円）を53年ぶりに更新した[309][310]。
  - 中京競馬第11競走（プロキオンステークス、GIII）で、ドンフランキー（牡4、栗東・斉藤崇史厩舎）が優勝。出走時の馬体重は594kgで、JRA重賞での最高馬体重勝利記録（2019年マーチステークス・サトノティターン、572kg）を更新した[311]。
- 10日・11日 - 苫小牧市のノーザンホースパークでセレクトセールが2日間にわたって行われ、2日間の落札総額は281億4500万円で過去最高を更新した[312]。
- 12日 - 大井競馬第11競走（第25回ジャパンダートダービー、JpnI）で、ミックファイア（牡3、大井・渡邉和雄厩舎）が優勝。同馬はデビューから6戦無敗としたほか、羽田盃・東京ダービーも優勝しており、無敗での南関東三冠達成は2001年のトーシンブリザード以来22年ぶりとなった[313]。
- 13日 - アロースタッドはTwitterで、ナカヤマフェスタが種牡馬を引退すると発表。今後は功労馬として余生を過ごす[314]。
- 14日 - 地方競馬全国協会は令和5年度第1回調教師・騎手免許試験の新規合格者を発表し、調教師1名・調教師補佐2名の3名が合格した。調教師試験の合格者は現役騎手の倉兼育康（高知）で、3名とも8月1日付で免許が交付される[315]。
- 16日
  - 中京競馬第1競走（障害3歳以上未勝利、芝3000m、10頭）で、草野太郎（美浦）がJRA史上19人目（現役騎手10人目）となる障害競走通算1千回騎乗を達成[316]。
  - 本年の函館競馬が全日程を終了し、佐々木大輔（美浦）が函館開催リーディングを初めて獲得。佐々木は19歳で開催リーディングとなり、1985年の中舘英二（20歳）を抜き、史上最年少記録を更新した[317]。
- 19日 - ジェイエスはTwitterで、ワールドエースが種牡馬を引退すると発表。今後は功労馬として余生を過ごす[318]。
- 20日 - 英国アスコット競馬場は、国際騎手招待競走「シャーガーカップ」（8月12日）の出場予定騎手を発表し、日本からは横山和生（美浦）が世界選抜チームのメンバーとして初めて選出された[319]。
- 23日 - 札幌競馬第3競走（3歳未勝利、芝1200m、16頭）で、2着に16番人気が入線。複勝の払戻金は1万1090円、ワイドの払戻金も7万5830円を記録し、いずれも札幌競馬の過去最高を更新した[320]。
- 28日 - 兵庫県競馬組合は、所属調教師の大石省三と山口益巳が28日付で勇退したことを発表。大石は27日の園田競馬第4競走、山口は28日の園田競馬第4競走が最後の出走となった[321]。
- 29日 - 新潟競馬第4競走で新潟ジャンプステークス（J・GIII）が行われ、サクセッション（セン6、美浦・国枝栄厩舎）が優勝。JRAでは1984年のグレード制導入以降、午前中に重賞が行われたのは初めてとなった[322]。

### 8月
- 6日 - 新潟競馬第10競走（驀進特別、3歳以上2勝クラス、芝直線1000m、17頭）でトレンディスターが1着となり、騎乗した川田将雅（栗東）はJRA通算勝利数が1919勝に到達。これにより、藤田伸二を抜いてJRA歴代単独9位となった[323]。
- 10日 - 園田競馬第11競走（第1回兵庫ジュベナイルカップ、重賞II、ダート1400m、12頭）で、マミエミモモタロー（牡2、園田・諏訪貴正厩舎）が優勝。騎乗した川原正一（兵庫）は64歳4か月27日で重賞を勝利し、的場文男が保持していた地方競馬重賞競走の最年長勝利記録（2018年東京記念、62歳0か月12日）を更新した[324][325]。川原は31日の園田競馬第11競走（第16回兵庫若駒賞、重賞I、ダート1400m、9頭）も同馬で勝利し、自身の記録を64歳5カ月17日に更新した[326]。
- 13日 
  - 札幌競馬第6競走（3歳以上1勝クラス、ダート1700m、14頭）で、北村友一（栗東）が史上51人目（現役35人目）となるJRA通算1万回騎乗を達成[327]。
  - 小倉競馬第10競走（博多ステークス、3歳以上3勝クラス、芝1800m、13頭）でダンテスヴューが1着となり、キングカメハメハ産駒が史上3頭目となるJRA通算2200勝を達成[328]。
- 14日 - 岐阜県地方競馬組合は「台風の影響が見込まれる」として、15日の笠松競馬の開催、及び他場場外発売を取りやめることを発表した。代替開催は実施しない[329][330]。また、兵庫県競馬組合は台風の接近により、DASHよかわ・心斎橋・岸和田・和歌山での場外発売を15日は中止することを発表した[331]。
- 18日 - 優駿スタリオンステーションは、現役時にアメリカでダートG1を2勝した種牡馬のオナーコードを日本へ導入し、2024年春より供用を開始することを明らかにした[332]。
- 19日
  - 新潟競馬第1競走（障害3歳以上未勝利、芝2850m、14頭）でヴィアメントが1着となり、騎乗した五十嵐雄祐（美浦）はJRA障害の通算勝利数が160勝に到達。これにより、北沢伸也を抜いてJRA歴代単独7位となった[333]。
  - 新潟競馬第3競走（メイクデビュー新潟、2歳新馬、ダート1800m）に出走を予定していたエンブレムボム（牡2、栗東・森秀行厩舎）は、発走39分前に事故（装鞍所入所時に馬の取り違えが判明）のため競走除外となった[334]。JRAは同日の新潟競馬終了後に臨時会見を行い、8月5日から同厩舎の2歳馬エコロネオと調教ゼッケンが入れ替わったまま調教を継続し、出馬投票の際にも錯誤して投票。当日の装鞍所入所時に馬体に埋め込まれているマイクロチップと馬体の照合で取り違えが判明。取り違えられたエンブレムボムは8月12日にエコロネオとして放牧に出されていた。なお、管理調教師の森は裁決が運用できる過怠金として最高となる50万円が課せられた[335]。JRAで馬の取り違えによる競走除外が発生したのは、1989年に2例が発生して以来となった[336]。
- 20日 - 札幌競馬第7競走（3歳以上1勝クラス、牝馬、芝2000m、16頭）で、1着から順に14番人気→16番人気→9番人気と入線。3連単の払戻金は札幌競馬史上最高、JRA全体でも歴代10位となる1773万円を記録（的中4票）[337][338]したほか、馬連（28万6010円）・馬単（60万3270円）も札幌競馬史上最高を更新する波乱となった[339]。
- 22日 - 水沢競馬第10競走（B1二組、ダート1600m）に出走を予定していたヤマニンスプレモ（牡7、岩手・伊藤和忍厩舎）は、事故（インターネットの出馬表に誤って競走除外と表示）のため競走除外となった[340]。
- 23日 - 名古屋競馬第5競走（3歳5組、ダート1500m）に出走を予定していたミトノライメイは、誤った出馬投票のため競走除外となった。同馬は8月16日に競走馬登録が抹消されていたが、管理調教師の瀬戸口悟が誤って出馬投票を行った。この場合、管理調教師には2日間の賞典停止（出走は可能だが賞金は没収）となるが、これを避けようとした瀬戸口が虚偽の理由で出走取消の手続きを取ろうとしたことが判明。愛知県競馬組合は瀬戸口に対し、戒告と9月6日まで（東海地区の開催8日間）の賞典停止処分とした[341]。
- 28日 - 水沢競馬第4競走（3歳C2三組、ダート1300m、9頭）でファイナルワンダーが1着となり、同馬の父グラスワンダーは地方競馬において産駒が全19世代で勝利を挙げた[342]。

### 9月
- 1日
  - JRAは、所属調教師の浅野洋一郎（美浦）が20日付で勇退することを発表[343]。18日の中山競馬第7競走（3歳以上1勝クラス、ダート1800m、16頭立て11着）が最後の出走となった[344]。
  - 神奈川県川崎競馬組合は組合議会の臨時会で、川崎競馬の小向厩舎と練習馬場（いずれも川崎市幸区）について、千葉県富津市を移転候補地として具体的な検討を進める方針を明らかにした。別の案では川崎市臨海部を候補地として、川崎競馬場も含めた全施設の移転も検討していたが、「インフラ整備に長期間を要するなど困難」として断念した。多摩川沿いにある練習馬場は2019年10月の台風19号で水没し、復旧までに数か月を要した。隣接する厩舎にも水害が及ぶ恐れが指摘され、施設の老朽化も進んでいることから、一体的な再整備を求める声が上がっていた。また、既存の川崎競馬場もコーナーがきつく、馬や騎手への負担を懸念する声があることに加え、現状よりも厩舎や練習馬場と近接した環境を望む意見があったことから、組合では2022年度に民間会社へ調査を委託し、将来収支を含めた費用負担や移転候補地を探っていた[345]。
- 8日
  - JRAは12日付で、副理事長の吉田正義が後藤正幸の後任として新理事長に任命されることを発表。JRA生え抜きの理事長は、3代連続となる[346]。
  - 大井競馬は台風の影響により、開催を取りやめとした。代替開催は行わない[347]。
- 9日 - 中山競馬第11競走（紫苑ステークス、GII）で、モリアーナ（牝3、美浦・武藤善則厩舎）が優勝。騎乗した横山典弘（美浦）は55歳6か月で重賞を勝利し、柴田善臣が保持していたJRAの重賞競走最年長勝利記録（2021年レパードステークス、55歳0か月10日）を更新した[348]。
- 12日 - レックススタッドは、マツリダゴッホが種牡馬を引退することを発表。今後は功労馬として余生を過ごす[349]。
- 25日 - 船橋競馬第2競走は出走予定馬の脚が発馬機に引っかかり、競走除外馬の収容に大きく時間を要したため、取りやめとなった。また、第3競走は先ほど競走除外となった馬の救助に時間を要し、発馬機の使用が困難となったため、取りやめとなった[350][351]。

### 10月
- 1日
  - 阪神競馬第11競走（ポートアイランドステークス、L、芝1600m、9頭）で、ドーブネ（牡4、栗東・武幸四郎厩舎）が勝利。これにより、同馬の父ディープインパクトは産駒のJRA通算勝利数が2749勝に到達し、サンデーサイレンスと並んで歴代1位タイとなった。また、産駒の初出走から13年3か月12日での達成はサンデーサイレンス（15年6か月19日）を上回り、史上最速となった[352][353]。
  - 中山競馬第11競走（第57回スプリンターズステークス、GI）で、ママコチャ（牝4、栗東・池江泰寿厩舎）が優勝。これにより、同馬の父クロフネは産駒のJRA重賞勝利が19年連続となり、パーソロンと並んで歴代1位タイとなった[354][355]。
  - 阪神競馬第12競走（3歳以上2勝クラス、ダート1400m、16頭）で、マイネルプロンプト（セン11、栗東・坂口智康厩舎）が勝利。これにより、JRAの平地競走における最高齢勝利記録を更新した[356]。
  - 高知競馬第7競走（C1-4、ダート1400m、8頭）で、赤岡修次（高知）が地方競馬通算2万回騎乗を達成[357]。
- 4日 - 名古屋競馬第5競走（C18組、ダート1500m、12頭）で、1着から順に9番人気→6番人気→11番人気と入線。3連単の払戻金は1306万4500円（的中1票）となり、名古屋競馬の過去最高記録（2022年3月11日、976万8430円）を大幅に更新するとともに、地方競馬全体でも歴代8位の記録となった[358][359][360]。
- 6日 - 日本軽種馬協会は、米国からシャープアステカを新種牡馬として導入し、2024年より供用を開始する予定であることを発表[361]。
- 8日
  - 京都競馬第4競走（障害3歳以上オープン、直線ダート3170m、11頭）で、ロックユー（セン5、栗東・中内田充正厩舎）が1着となった。これにより、同馬の父ディープインパクトは産駒のJRA通算勝利数が2750勝となり、サンデーサイレンスを抜いて歴代単独1位となった[362]。→1日のできごとも参照
  - 東京競馬第11競走（第74回毎日王冠、GII）で、川田将雅（栗東）が史上34人目（現役21人目）となるJRA通算1万2千回騎乗を達成[363]。
- 9日 - 神奈川県川崎競馬組合は、騎手の小林捺花（川崎）が体重調整に失敗したため、同日から18日まで開催日8日間の騎乗停止とした。9日は6鞍に騎乗予定だったが、変更命令が下っていた[364]。
- 10日 - レックススタッドは、スクリーンヒーローが種牡馬を引退したことを発表。今後は功労馬として余生を過ごす[365]。
- 12日 - 地方競馬全国協会は、騎手の的場文男（大井）に感謝状を贈呈した。16日で初騎乗から50年を迎えることに加え、地方競馬歴代最多勝記録の保持など、これまでの活躍と地方競馬への貢献に対する敬意を込めたもの[366]。
- 15日 - 京都競馬第11競走（第28回秋華賞、GI）で、リバティアイランド（牝3、栗東・中内田充正厩舎）が優勝。同馬は史上7頭目となる牝馬三冠を達成したほか、騎乗した川田将雅（栗東）はJRAで行われる3歳GI競走（7競走）を完全制覇（史上4人目）となった[367]。
- 17日 - 英国レーシングポストの報道によると、キングジョージ6世&クイーンエリザベスステークスなど英国のG1を2勝したフクムが現役を引退し、2024年から日本で種牡馬入りすることが明らかになった。同馬はバーイードの全兄にあたる[368]。
- 21日 - 東京競馬第5競走（メイクデビュー東京、2歳新馬、芝2000m、16頭）で、田辺裕信（美浦）が史上25人目（現役17人目）となるJRA通算1万3千回騎乗を達成[369]。
- 22日 - 京都競馬第11競走（第84回菊花賞、GI）で、ドゥレッツァ（牡3、美浦・尾関知人厩舎）が優勝。同馬は重賞初挑戦で優勝し、重賞未勝利馬が優勝したのは1990年（メジロマックイーン）以来33年ぶりとなったほか、騎乗したクリストフ・ルメール（栗東）は同競走を3勝目とし、歴代2位タイとなった。また、本年の牡馬クラシック三冠は関東（美浦）所属馬の全勝となり、これは1987年以来36年ぶりとなった[370]。
- 23日 - 笠松競馬第5競走（キミイロPJ吉永愛海生誕記念、C24組、ダート1400m、9頭）で渡邊竜也（笠松）がラホーヤストームに騎乗して1着となり、年間勝利数が165勝に到達。これにより、自身が保持している笠松競馬場の年間最多勝記録（164勝）を更新した[371]。
- 25日
  - 特別区競馬組合は、所属騎手の後藤蒼二朗が27日付で引退することを発表[372]。9月17日の大井競馬第8競走（ピンポン賞、C2九・十、右ダート1200m、7着）が最後の騎乗となった[373]。
  - 千葉県競馬組合は騎手の櫻井光輔（川崎）に対し、開催執務委員長指示事項違反（業務エリア内における携帯電話の持ち込み、および使用）があったとして、同日から11月6日まで開催日10日間の騎乗停止とした[374][375]。
- 26日 - JRAは、騎手の山田敬士（美浦）から免許取消申請が出されたことを受け、同日付で騎手免許を取り消し、引退したことを発表。9月9日の中山競馬第2競走（2歳未勝利、芝1600m、7着）が最後の騎乗となった[376]。
- 30日 - JRAは、騎手の熊沢重文（栗東）が免許取消申請を行い、11月11日付で騎手免許を取り消し、引退することを発表。6月3日の東京競馬第1競走（障害3歳以上未勝利、直線ダート3000m、競走中止）が最後の騎乗となった。11月11日に京都競馬場で引退式が行われる[377]。

### 11月
- 2日
  - ダーレー・ジャパンは、2021年の英国ダービーとキングジョージ6世&クイーンエリザベスステークスを優勝したアダイヤーが現役を引退し、2024年から日本で種牡馬入りすることを発表した[378]。
  - 優駿スタリオンステーションは、2022年のアイリッシュダービーなどG1を2勝したウエストオーバーが2024年から日本で種牡馬入りすることを発表した[379]。
- 5日 - 京都競馬第11競走（第13回みやこステークス、GIII）で、セラフィックコール（牡3、栗東・寺島良厩舎）が優勝。同馬は無敗の5連勝で重賞初勝利となり、JRAで古馬重賞を無敗で勝利したのは史上6頭目となった[380]。
- 7日 - 門別競馬第3競走（3歳以上C4-3、ダート1700m、12頭）でジャスティンビーチが1着となり、騎乗した落合玄太（北海道）は本年の勝利数が147勝に到達。これにより、五十嵐冬樹が保持していたホッカイドウ競馬のシーズン最多勝記録（146勝）を更新した[381]。
- 8日
  - 神奈川県川崎競馬組合は、10日の川崎競馬第9競走に出走を予定していたワールドウィスラーが、重複投票による出走投票不備のため、競走除外にしたことを発表。同馬は9日の川崎競馬第4競走にも出走投票しており、出走が確定していた[382]。
  - 愛知県警は、名古屋競馬場のイベント業務の契約を巡り、イベント関連会社から便宜を図るよう依頼を受け、見返りとして現金計341万円を振り込ませたとして、受託収賄の容疑で前愛知県競馬組合総務広報課長の男を逮捕した。男は2021年4月に愛知県庁から組合に派遣され総務広報課長を務め、3月に依願退職していた[383]。
- 9日
  - 門別競馬第12競走（第66回道営記念、H1）のレース中に、先頭を走行していたエンリルが馬体に故障を発生して落馬。このあおりで後続馬も次々に巻き込まれ落馬し、出走11頭中6頭が落馬競走中止となる多重落馬事故となった[384]。このうちエンリルに騎乗していた吉原寛人（金沢）を始め、小野楓馬、桑村真明（いずれも北海道）、山本聡哉（岩手）の4騎手が病院に搬送され[385]、検査の結果吉原が腰椎骨折などの疑いで全治未定の重傷、他3騎手は軽傷だった[386]。
  - ホッカイドウ競馬は、調教師の安田武広が本年度の開催をもって引退したことを発表[387]。
- 11日 - 午後1時ごろより、三菱UFJ銀行・ゆうちょ銀行など一部の銀行でシステム障害が発生し、JRAのインターネット投票「即PAT」、地方競馬のインターネット投票「SPAT4」「オッズパーク」で入出金ができなくなった。この影響もあり、JRAでは武蔵野ステークス（GIII）の売上が前年比76.4%となるなど、売上が全体的に減少した。障害は午後9時30分ごろより順次復旧した[388][389][390][391]。
- 12日
  - 高知競馬第1競走（2歳-4、ダート1300m、9頭）は1着から順に6番人気→3番人気→8番人気と入線したが、3連単の的中者がおらず、特払い（70円）となった[392]。
  - 京都競馬第11競走（第48回エリザベス女王杯、GI）で、ブレイディヴェーグ（牝3、美浦・宮田敬介厩舎）が優勝。同馬はデビュー5戦目で優勝し、レース史上最少キャリアとなったほか、管理調教師の宮田はJRAのGIを初勝利となった[393][394]。
- 17日 - 地方競馬全国協会は令和5年度第2回調教師・騎手免許試験の新規合格者を発表し、調教師3名が合格した。合格者はいずれも現役騎手で、木村暁（岩手）・田中力（船橋）・藤田弘治（金沢）。3名とも、12月1日付で免許が交付される[395]。
- 19日 - 金沢競馬第8競走（K1杯くまの心社長お誕生日おめでとう記念、B2、ダート1400m、11頭）のレース中に、コース内の照明が突然消える事象が発生。これにより3頭の騎手が落馬し、騎手2名が病院へ搬送、競走馬1頭が安楽死処分となった。第8競走は不成立となったほか、第9競走以降も公正確保が困難として取りやめとなった[396][397]。金沢競馬によると、照明が消えた原因は「競走終了後の全消灯のタイマー設定に誤りがあったため」としている[398]。
- 21日
  - 兵庫県競馬組合は、所属騎手の田村直也の騎手免許を同日付で取り消し、引退したことを発表[399]。
  - 社台スタリオンステーションは繋養種牡馬の2024年の種付料を発表し、最高額はキタサンブラックの2000万円（本年の1000万円から倍増）となった。次いでエピファネイア・コントレイル・スワーヴリチャードがそれぞれ1500万円となった[400]。
- 22日 - 社台スタリオンステーションは、繋養している種牡馬ダイワメジャーの種付けを2024年は行わず、以降は同所で余生を過ごすことを発表[401]。
- 26日 - 佐賀県競馬組合は、調教師の山下定文が同日付で勇退することを発表。12日の佐賀競馬第4競走（C2-8組、ダート1400m、2着）が最後の出走となった[402][403]。
- 30日 - ホッカイドウ競馬は、調教師の堂山芳則が同日付で勇退したことを発表[404]。

### 12月
- 3日
  - 中京競馬第11競走（第24回チャンピオンズカップ、GI、ダート1800m、15頭）で、1番人気のレモンポップが優勝したが、2着に12番人気のウィルソンテソーロ、3着に9番人気のドゥラエレーデが入線したため3連単の払戻金が190万2720円となる波乱。JRAのGI競走で1番人気馬が勝ったにもかかわらず3連単が100万円超となるのは2006年のスプリンターズステークス[注 5]以来の珍事となった[405][406]。
  - 阪神競馬第12競走（3歳以上2勝クラス、混合、芝1400m、15頭）で、和田竜二（栗東）が史上6人目（現役5人目）となるJRA通算2万1000回騎乗を達成[407]。
- 5日 - 大井競馬は、大井競馬場内の電気系統にトラブルが発生し、復旧につとめたものの業務エリアの停電が解消しなかったため、同日の開催を取りやめとした。発売済の投票券は、全額返還となった[408]。代替開催は出走投票のやり直しを行わず、9日に無観客で行い、電話・インターネット投票（SPAT4・楽天競馬）のみで発売する。大井競馬場のほか、専用場外発売所でも発売・払戻は行わない。大井競馬で中止に伴う代替競馬の実施は、1996年以来27年ぶりとなる[409][410]。
- 7日 - JRAは2024年度の新規調教師試験合格者を発表し、9名（男性8名、女性1名）が合格した。合格者には現役騎手の秋山真一郎（栗東）と田中勝春（美浦）が含まれているほか、JRAでは初めての女性調教師となる前川恭子も合格した。免許は秋山のみ本人申請で3月1日付、ほか8名は1月1日付で交付される[411][412]。
- 14日 - ダーレー・ジャパンは、種牡馬のパレスマリスとヨシダを、2024年から日本で供用することを発表[413]。
- 16日 - 中山競馬第11競走（第9回ターコイズステークス、GIII、3歳以上オープン、芝1800m、16頭）で、津村明秀（美浦）が史上44人目（現役28人目）となるJRA通算1万1千回騎乗を達成[414]。
- 17日 - カナダの競馬がこの日のウッドバイン競馬場で今シーズンの全日程を終了。日本人騎手の木村和士が161勝を挙げ、3年連続で当地のリーディングジョッキーとなった[415]。
- 18日
  - 水沢競馬は、降雪の影響により「安全かつ公正な競馬の施行に支障がある」との判断によりこの日の全競走を取り止め。代替開催は実施しない[416]。
  - JRAは、所属騎手の松田大作（栗東）から騎手免許取消申請があり、17日付で免許を取り消し引退したことを発表[417]。
- 20日 - JRAは、所属騎手の平沢健治（栗東）から騎手免許の取消申請があり、31日付で免許を取り消し、引退することを発表。23日の中山競馬第10競走で行われた第146回中山大障害（J・GI、芝4100m、12頭立て7着）が最終騎乗となった。今後は調教助手に転身予定[418][419][420]。
- 22日 - JRAは、所属騎手の柴山雄一（美浦、元公営・笠松所属）から騎手免許の取消申請があり、31日付で免許を取り消し引退することを発表。28日の中山競馬第8競走（3歳以上1勝クラス、ダート1200m、16頭立て6着）が最終騎乗となった。今後は調教助手に転身予定[421][422][423]。
- 23日 
  - 金沢競馬は降雪の影響により、開催を取りやめ。代替開催は行わない[424]。
  - JRAは、所属騎手の小林美駒と所属調教師の鈴木伸尋（いずれも美浦）を戒告処分にしたことを発表。小林美が20日にインフルエンザの陽性反応が判明したにも関わらず、師匠である鈴木伸がJRAへの即時報告義務を怠ったため、「感染症拡大予防に関する注意義務を怠った」と判断されたもの。小林美は23日・24日に中山競馬場で騎乗予定だったが、すべて乗り代わりとなった[425]。
- 27日 - 金沢競馬第10競走（移転50周年記念金沢ファンセレクトカップ、重賞）で、ハクサンアマゾネス（牝6、金沢・加藤和義厩舎）が優勝。同馬は国内平地重賞勝利数を21勝とし、歴代単独1位となった[426]。
- 28日
  - 神奈川県川崎競馬組合は、所属騎手の櫻井光輔に対し、同日から2024年2月5日まで実効30日間の騎乗停止処分としたことを発表。櫻井は1月から10月にかけて、川崎競馬の開催中に組合へダミーの携帯電話を預けたうえで携帯電話を騎手調整ルームに持ち込み、業務エリア等で通信を行ったうえ、当初の組合による聴取の際、虚偽の証言をしたことを処分理由とした。組合は13日に処分委員会を開催し、行政手続法に規定する手続きを経て処分を行ったという。なお、櫻井への聴取および通信機器の通信記録を調査した結果、競馬の公正を損なう通信は認められなかったとしている[427][428]。→10月25日の出来事も参照
  - 愛知県競馬組合は、12日に行われた名古屋競馬第9競走（2歳特別、2歳1、ダート1500m、9頭）の最終票数集計処理に関して、インターネット投票のSPAT4・楽天競馬でシステムエラーによる集計不具合があったことを発表。実際の投票よりも大きい発売票数で集計処理され、本来の発売票数で再算出した場合、発売した8賭式のうち6賭式で差が生じ、このうち複勝式9番の払戻金額は確定額よりも10円多くなる。そのため、当該馬券の購入者には差額が支払われる[429]。

## 競走成績

### 中央競馬・平地GI
| 競走名                                 | 競走名                                 | 競走名                                 | 優勝馬             | 性齢 | 騎手                           | 調教師                         | 所属                      |
| 月日                                   | 競馬場                                 | コース・距離                           | 優勝馬             | 性齢 | 馬主                           | 馬主                           | タイム                    |
| -------------------------------------- | -------------------------------------- | -------------------------------------- | ------------------ | ---- | ------------------------------ | ------------------------------ | ------------------------- |
| 第40回フェブラリーステークス           | 第40回フェブラリーステークス           | 第40回フェブラリーステークス           | レモンポップ       | 牡5  | 坂井瑠星                       | 田中博康                       | JRA美浦                   |
| 2月19日                                | 東京競馬場                             | ダート1600m                            | レモンポップ       | 牡5  | ゴドルフィン                   | ゴドルフィン                   | 1:35.6                    |
| 第53回高松宮記念                       | 第53回高松宮記念                       | 第53回高松宮記念                       | ファストフォース   | 牡7  | 団野大成                       | 西村真幸                       | JRA栗東                   |
| 3月26日                                | 中京競馬場                             | 芝1200m                                | ファストフォース   | 牡7  | 安原浩司                       | 安原浩司                       | 1:11.5                    |
| 第67回大阪杯                           | 第67回大阪杯                           | 第67回大阪杯                           | ジャックドール     | 牡5  | 武豊                           | 藤岡健一                       | JRA栗東                   |
| 4月2日                                 | 阪神競馬場                             | 芝2000m                                | ジャックドール     | 牡5  | 前原敏行                       | 前原敏行                       | 1:57.4 （レースレコード） |
| 第83回桜花賞                           | 第83回桜花賞                           | 第83回桜花賞                           | リバティアイランド | 牝3  | 川田将雅                       | 中内田充正                     | JRA栗東                   |
| 4月9日                                 | 阪神競馬場                             | 芝1600m                                | リバティアイランド | 牝3  | （有）サンデーレーシング       | （有）サンデーレーシング       | 1:32.1                    |
| 第83回皐月賞                           | 第83回皐月賞                           | 第83回皐月賞                           | ソールオリエンス   | 牡3  | 横山武史                       | 手塚貴久                       | JRA美浦                   |
| 4月16日                                | 中山競馬場                             | 芝2000m                                | ソールオリエンス   | 牡3  | （有）社台レースホース         | （有）社台レースホース         | 2:00.6                    |
| 第167回天皇賞（春）                    | 第167回天皇賞（春）                    | 第167回天皇賞（春）                    | ジャスティンパレス | 牡4  | クリストフ・ルメール           | 杉山晴紀                       | JRA栗東                   |
| 4月30日                                | 京都競馬場                             | 芝3200m                                | ジャスティンパレス | 牡4  | 三木正浩                       | 三木正浩                       | 3:16.1                    |
| 第28回NHKマイルカップ                  | 第28回NHKマイルカップ                  | 第28回NHKマイルカップ                  | シャンパンカラー   | 牡3  | 内田博幸                       | 田中剛                         | JRA美浦                   |
| 5月7日                                 | 東京競馬場                             | 芝1600m                                | シャンパンカラー   | 牡3  | 青山洋一                       | 1:33.8                         |                           |
| 第18回ヴィクトリアマイル               | 第18回ヴィクトリアマイル               | 第18回ヴィクトリアマイル               | ソングライン       | 牝5  | 戸崎圭太                       | 林徹                           | JRA美浦                   |
| 5月14日                                | 東京競馬場                             | 芝1600m                                | ソングライン       | 牝5  | （有）サンデーレーシング       | （有）サンデーレーシング       | 1:32.2                    |
| 第84回優駿牝馬（オークス）             | 第84回優駿牝馬（オークス）             | 第84回優駿牝馬（オークス）             | リバティアイランド | 牝3  | 川田将雅                       | 中内田充正                     | JRA栗東                   |
| 5月21日                                | 東京競馬場                             | 芝2400m                                | リバティアイランド | 牝3  | （有）サンデーレーシング       | （有）サンデーレーシング       | 2:23.1                    |
| 第90回東京優駿（日本ダービー）         | 第90回東京優駿（日本ダービー）         | 第90回東京優駿（日本ダービー）         | タスティエーラ     | 牡3  | ダミアン・レーン               | 堀宣行                         | JRA美浦                   |
| 5月28日                                | 東京競馬場                             | 芝2400m                                | タスティエーラ     | 牡3  | （有）キャロットファーム       | （有）キャロットファーム       | 2:25.2                    |
| 第73回安田記念                         | 第73回安田記念                         | 第73回安田記念                         | ソングライン       | 牝5  | 戸崎圭太                       | 林徹                           | JRA美浦                   |
| 6月4日                                 | 東京競馬場                             | 芝1600m                                | ソングライン       | 牝5  | （有）サンデーレーシング       | （有）サンデーレーシング       | 1:31.4                    |
| 第64回宝塚記念                         | 第64回宝塚記念                         | 第64回宝塚記念                         | イクイノックス     | 牡4  | クリストフ・ルメール           | 木村哲也                       | JRA美浦                   |
| 6月25日                                | 阪神競馬場                             | 芝2200m                                | イクイノックス     | 牡4  | （有）シルクレーシング         | （有）シルクレーシング         | 2:11.2                    |
| 第57回スプリンターズステークス         | 第57回スプリンターズステークス         | 第57回スプリンターズステークス         | ママコチャ         | 牝4  | 川田将雅                       | 池江泰寿                       | JRA栗東                   |
| 10月1日                                | 中山競馬場                             | 芝1200m                                | ママコチャ         | 牝4  | 金子真人ホールディングス（株） | 金子真人ホールディングス（株） | 1:08.0                    |
| 第28回秋華賞                           | 第28回秋華賞                           | 第28回秋華賞                           | リバティアイランド | 牝3  | 川田将雅                       | 中内田充正                     | JRA栗東                   |
| 10月15日                               | 京都競馬場                             | 芝2000m                                | リバティアイランド | 牝3  | （有）サンデーレーシング       | （有）サンデーレーシング       | 2:01.1                    |
| 第84回菊花賞                           | 第84回菊花賞                           | 第84回菊花賞                           | ドゥレッツァ       | 牡3  | クリストフ・ルメール           | 尾関知人                       | JRA美浦                   |
| 10月22日                               | 京都競馬場                             | 芝3000m                                | ドゥレッツァ       | 牡3  | （有）キャロットファーム       | （有）キャロットファーム       | 3:03.1                    |
| 第168回天皇賞（秋）                    | 第168回天皇賞（秋）                    | 第168回天皇賞（秋）                    | イクイノックス     | 牡4  | クリストフ・ルメール           | 木村哲也                       | JRA美浦                   |
| 10月29日                               | 東京競馬場                             | 芝2000m                                | イクイノックス     | 牡4  | （有）シルクレーシング         | （有）シルクレーシング         | 1:55.2 （コースレコード） |
| 第48回エリザベス女王杯                 | 第48回エリザベス女王杯                 | 第48回エリザベス女王杯                 | ブレイディヴェーグ | 牝3  | クリストフ・ルメール           | 宮田敬介                       | JRA美浦                   |
| 11月12日                               | 京都競馬場                             | 芝2200m                                | ブレイディヴェーグ | 牝3  | （有）サンデーレーシング       | （有）サンデーレーシング       | 2:12.6                    |
| 第40回マイルチャンピオンシップ         | 第40回マイルチャンピオンシップ         | 第40回マイルチャンピオンシップ         | ナミュール         | 牝4  | 藤岡康太                       | 高野友和                       | JRA栗東                   |
| 11月19日                               | 京都競馬場                             | 芝1600m                                | ナミュール         | 牝4  | （有）キャロットファーム       | （有）キャロットファーム       | 1:32.5                    |
| 第43回ジャパンカップ                   | 第43回ジャパンカップ                   | 第43回ジャパンカップ                   | イクイノックス     | 牡4  | クリストフ・ルメール           | 木村哲也                       | JRA美浦                   |
| 11月26日                               | 東京競馬場                             | 芝2400m                                | イクイノックス     | 牡4  | （有）シルクレーシング         | （有）シルクレーシング         | 2:21.8                    |
| 第24回チャンピオンズカップ             | 第24回チャンピオンズカップ             | 第24回チャンピオンズカップ             | レモンポップ       | 牡5  | 坂井瑠星                       | 田中博康                       | JRA美浦                   |
| 12月3日                                | 中京競馬場                             | ダート1800m                            | レモンポップ       | 牡5  | ゴドルフィン                   | ゴドルフィン                   | 1:50.6                    |
| 第75回阪神ジュベナイルフィリーズ       | 第75回阪神ジュベナイルフィリーズ       | 第75回阪神ジュベナイルフィリーズ       | アスコリピチェーノ | 牝2  | 北村宏司                       | 黒岩陽一                       | JRA美浦                   |
| 12月10日                               | 阪神競馬場                             | 芝1600m                                | アスコリピチェーノ | 牝2  | （有）サンデーレーシング       | （有）サンデーレーシング       | 1:32.6 （レースレコード） |
| 第75回朝日杯フューチュリティステークス | 第75回朝日杯フューチュリティステークス | 第75回朝日杯フューチュリティステークス | ジャンタルマンタル | 牡2  | 川田将雅                       | 高野友和                       | JRA栗東                   |
| 12月17日                               | 阪神競馬場                             | 芝1600m                                | ジャンタルマンタル | 牡2  | （有）社台レースホース         | （有）社台レースホース         | 1:33.8                    |
| 第68回有馬記念                         | 第68回有馬記念                         | 第68回有馬記念                         | ドウデュース       | 牡4  | 武豊                           | 友道康夫                       | JRA栗東                   |
| 12月24日                               | 中山競馬場                             | 芝2500m                                | ドウデュース       | 牡4  | （株）キーファーズ             | （株）キーファーズ             | 2:30.9                    |
| 第40回ホープフルステークス             | 第40回ホープフルステークス             | 第40回ホープフルステークス             | レガレイラ         | 牝2  | クリストフ・ルメール           | 木村哲也                       | JRA美浦                   |
| 12月28日                               | 中山競馬場                             | 芝2000m                                | レガレイラ         | 牝2  | （有）サンデーレーシング       | （有）サンデーレーシング       | 2:00.2 （レースレコード） |

### 中央競馬・障害（J・GI）
| 競走名                     | 競走名                     | 競走名                     | 優勝馬         | 性齢 | 騎手                                 | 調教師                               | 所属    |
| 月日                       | 競馬場                     | コース・距離               | 優勝馬         | 性齢 | 馬主                                 | 馬主                                 | タイム  |
| -------------------------- | -------------------------- | -------------------------- | -------------- | ---- | ------------------------------------ | ------------------------------------ | ------- |
| 第25回中山グランドジャンプ | 第25回中山グランドジャンプ | 第25回中山グランドジャンプ | イロゴトシ     | 牡6  | 黒岩悠                               | 牧田和弥                             | JRA栗東 |
| 4月15日                    | 中山競馬場                 | 障害芝4250m                | イロゴトシ     | 牡6  | 内田玄祥                             | 内田玄祥                             | 4:54.1  |
| 第146回中山大障害          | 第146回中山大障害          | 第146回中山大障害          | マイネルグロン | 牡5  | 石神深一                             | 青木孝文                             | JRA美浦 |
| 12月23日                   | 中山競馬場                 | 障害芝4100m                | マイネルグロン | 牡5  | （株）サラブレッドクラブ・ラフィアン | （株）サラブレッドクラブ・ラフィアン | 4:37.9  |

### 地方競馬・ダートグレード競走（GI・JpnI）
| 競走名                               | 競走名                               | 競走名                               | 優勝馬             | 性齢 | 騎手                                 | 調教師                               | 所属    |
| 月日                                 | 競馬場                               | 距離                                 | 優勝馬             | 性齢 | 馬主                                 | 馬主                                 | タイム  |
| ------------------------------------ | ------------------------------------ | ------------------------------------ | ------------------ | ---- | ------------------------------------ | ------------------------------------ | ------- |
| 第72回川崎記念                       | 第72回川崎記念                       | 第72回川崎記念                       | ウシュバテソーロ   | 牡6  | 横山和生                             | 高木登                               | JRA美浦 |
| 2月1日                               | 川崎競馬場                           | 2100m                                | ウシュバテソーロ   | 牡6  | 了徳寺健二ホールディングス（株）     | 了徳寺健二ホールディングス（株）     | 2:16.0  |
| 第35回かしわ記念                     | 第35回かしわ記念                     | 第35回かしわ記念                     | メイショウハリオ   | 牡6  | 浜中俊                               | 岡田稲男                             | JRA栗東 |
| 5月4日                               | 船橋競馬場                           | 1600m                                | メイショウハリオ   | 牡6  | 松本好雄                             | 松本好雄                             | 1:39.3  |
| 第46回帝王賞                         | 第46回帝王賞                         | 第46回帝王賞                         | メイショウハリオ   | 牡6  | 浜中俊                               | 岡田稲男                             | JRA栗東 |
| 6月28日                              | 大井競馬場                           | 2000m                                | メイショウハリオ   | 牡6  | 松本好雄                             | 松本好雄                             | 2:01.9  |
| 第25回ジャパンダートダービー         | 第25回ジャパンダートダービー         | 第25回ジャパンダートダービー         | ミックファイア     | 牡3  | 御神本訓史                           | 渡邉和雄                             | 大井    |
| 7月12日                              | 大井競馬場                           | 2000m                                | ミックファイア     | 牡3  | 星加浩一                             | 星加浩一                             | 2:04.6  |
| 第36回マイルチャンピオンシップ南部杯 | 第36回マイルチャンピオンシップ南部杯 | 第36回マイルチャンピオンシップ南部杯 | レモンポップ       | 牡5  | 坂井瑠星                             | 田中博康                             | JRA美浦 |
| 10月9日                              | 盛岡競馬場                           | 1600m                                | レモンポップ       | 牡5  | ゴドルフィン                         | ゴドルフィン                         | 1:33.8  |
| 第13回JBCレディスクラシック          | 第13回JBCレディスクラシック          | 第13回JBCレディスクラシック          | アイコンテーラー   | 牝5  | 松山弘平                             | 河内洋                               | JRA栗東 |
| 11月3日                              | 大井競馬場                           | 1800m                                | アイコンテーラー   | 牝5  | 中西浩一                             | 中西浩一                             | 1:52.9  |
| 第23回JBCスプリント                  | 第23回JBCスプリント                  | 第23回JBCスプリント                  | イグナイター       | 牡5  | 笹川翼                               | 新子雅司                             | 兵庫    |
| 11月3日                              | 大井競馬場                           | 1200m                                | イグナイター       | 牡5  | 野田善己                             | 野田善己                             | 1:12.0  |
| 第23回JBCクラシック                  | 第23回JBCクラシック                  | 第23回JBCクラシック                  | キングズソード     | 牡4  | ジョアン・モレイラ                   | 寺島良                               | JRA栗東 |
| 11月3日                              | 大井競馬場                           | 2000m                                | キングズソード     | 牡4  | （株）ヒダカ・ブリーダーズ・ユニオン | （株）ヒダカ・ブリーダーズ・ユニオン | 2:05.1  |
| 第74回全日本2歳優駿                  | 第74回全日本2歳優駿                  | 第74回全日本2歳優駿                  | フォーエバーヤング | 牡2  | 坂井瑠星                             | 矢作芳人                             | JRA栗東 |
| 12月13日                             | 川崎競馬場                           | 1600m                                | フォーエバーヤング | 牡2  | 藤田晋                               | 藤田晋                               | 1:43.5  |
| 第69回東京大賞典                     | 第69回東京大賞典                     | 第69回東京大賞典                     | ウシュバテソーロ   | 牡6  | 川田将雅                             | 高木登                               | JRA美浦 |
| 12月29日                             | 大井競馬場                           | 2000m                                | ウシュバテソーロ   | 牡6  | 了徳寺健二ホールディングス（株）     | 了徳寺健二ホールディングス（株）     | 2:07.3  |

### ばんえい競馬（BG1）
| 競走名                 | 競走名                 | 競走名                 | 優勝馬             | 性齢 | 騎手       | 調教師     | タイム ばんえい重量 |
| 月日                   | 競馬場                 | 距離（馬場水分）       | 優勝馬             | 性齢 | 馬主       | 馬主       | タイム ばんえい重量 |
| ---------------------- | ---------------------- | ---------------------- | ------------------ | ---- | ---------- | ---------- | ------------------- |
| 第45回帯広記念         | 第45回帯広記念         | 第45回帯広記念         | アオノブラック     | 牡7  | 藤野俊一   | 金田勇     | 2:01.7 920kg        |
| 1月2日                 | 帯広競馬場             | 200m（1.7%）           | アオノブラック     | 牡7  | 青山修     | 青山修     | 2:01.7 920kg        |
| 第16回天馬賞           | 第16回天馬賞           | 第16回天馬賞           | サクラヒメ         | 牝5  | 渡来心路   | 今井茂雅   | 1:20.7 740kg        |
| 1月3日                 | 帯広競馬場             | 200m（1.5%）           | サクラヒメ         | 牝5  | 城川悟子   | 城川悟子   | 1:20.7 740kg        |
| 第33回ヒロインズカップ | 第33回ヒロインズカップ | 第33回ヒロインズカップ | ナカゼンガキタ     | 牝9  | 藤本匠     | 松井浩文   | 1:39.4 780kg        |
| 1月29日                | 帯広競馬場             | 200m（2.1%）           | ナカゼンガキタ     | 牝9  | 竹内宏人   | 竹内宏人   | 1:39.4 780kg        |
| 第54回イレネー記念     | 第54回イレネー記念     | 第54回イレネー記念     | アシュラダイマオー | 牡3  | 西謙一     | 松井浩文   | 2:10.7 690kg        |
| 3月19日                | 帯広競馬場             | 200m（1.5%）           | アシュラダイマオー | 牡3  | 秋田忍     | 秋田忍     | 2:10.7 690kg        |
| 第55回ばんえい記念     | 第55回ばんえい記念     | 第55回ばんえい記念     | メムロボブサップ   | 牡7  | 阿部武臣   | 坂本東一   | 3:34.4 1000kg       |
| 3月20日                | 帯広競馬場             | 200m（1.3%）           | メムロボブサップ   | 牡7  | 竹澤一彦   | 竹澤一彦   | 3:34.4 1000kg       |
| 第48回ばんえいオークス | 第48回ばんえいオークス | 第48回ばんえいオークス | ルイズ             | 牝3  | 鈴木恵介   | 槻舘重人   | 1:54.1 670kg        |
| 12月3日                | 帯広競馬場             | 200m（1.7%）           | ルイズ             | 牝3  | 奥泉愛子   | 奥泉愛子   | 1:54.1 670kg        |
| 第52回ばんえいダービー | 第52回ばんえいダービー | 第52回ばんえいダービー | タカラキングダム   | 牡3  | 金田利貴   | 村上慎一   | 1:41.7 730kg        |
| 12月29日               | 帯広競馬場             | 200m（1.6%）           | タカラキングダム   | 牡3  | 下内美繪子 | 下内美繪子 | 1:41.7 730kg        |

### 騎手招待・交流競走
- 第37回全日本新人王争覇戦（1月24日、高知競馬場）総合優勝：角田大河（JRA栗東）[477]
- 第20回佐々木竹見カップ ジョッキーズグランプリ（1月31日、川崎競馬場）総合優勝：宮川実（高知）[478]
- LJSレディースジョッキーズシリーズ2022（2022年11月22日：盛岡競馬場、3月2日：川崎競馬場）総合優勝：関本玲花（岩手）[479]
- COMEHOME九州 里帰りジョッキーズカップ（6月18日、佐賀競馬場）総合優勝：服部茂史（北海道）[480]
- 2023地方競馬ジョッキーズチャンピオンシップ（5月23日：盛岡競馬場、7月6日：園田競馬場）総合優勝：宮川実（高知）[481]
- 2023ワールドオールスタージョッキーズ（8月26日・27日、札幌競馬場）[482]
  - 個人総合優勝：岩田望来（JRA栗東）
  - チーム戦優勝：JRA選抜（戸崎圭太、川田将雅、横山武史、武豊、クリストフ・ルメール、岩田望来、坂井瑠星）
- 第30回ゴールデンジョッキーカップ（9月14日、園田競馬場）総合優勝：武豊（JRA栗東）[483]
- 2023ヤングジョッキーズシリーズファイナルラウンド（12月14日・川崎競馬場、12月16日・中山競馬場）総合優勝：横山琉人（JRA美浦）[484]

## 表彰

### 日本中央競馬会理事長特別表彰
1月31日発表
- 福永祐一（13年連続JRA年間100勝達成やJRA通算勝利数・重賞勝利数ともに歴代3位など、長年にわたり高いレベルで活躍）
- 横山典弘（JRA通算2900勝を達成したほか、騎手としての姿勢、功績が若手騎手の模範となっている点を高く評価）

12月21日発表
- 小桧山悟（JRA調教師としての活動のほか、執筆活動で馬事文化の普及に貢献）
- 熊沢重文（元JRA騎手。障害競走にグレード制が導入された1999年以降、平地と障害のGIを初めて優勝）

### 第60回JAA広告賞 消費者が選んだ広告コンクール
2月27日発表。
- デジタル部門メダリスト：佐賀競馬場移転開設50周年記念PV「うまてなし。」（佐賀県競馬組合）

### 第60回ギャラクシー賞
4月28日発表。
- CM部門入賞：「おいでやすこが様をうまてなし。」（佐賀県競馬組合）

### 2023年度JRA顕彰馬
6月6日発表。
- アーモンドアイ

### 農林水産大臣賞（第3回競馬功績者表彰）
6月6日発表。
- 橋田満（元JRA調教師、日本調教師会名誉会長）
- 佐々木竹見（元川崎競馬騎手）
- 中島滋（獣医師）
- 仲田和雄（元地方競馬全国協会理事長）

### 2023年度JRA賞
調教師・騎手部門は2024年1月4日発表、競走馬部門・馬事文化賞は2024年1月9日発表。

#### 調教師部門
- 最多勝利調教師：杉山晴紀（栗東）
- 最高勝率調教師・優秀技術調教師：木村哲也（美浦）
- 最多賞金獲得調教師：矢作芳人（栗東）

#### 騎手部門
- 最多勝利騎手・最多賞金獲得騎手：クリストフ・ルメール（栗東）
- 最高勝率騎手：川田将雅（栗東）
- MVJ：松山弘平（栗東）
- 最優秀障害騎手：石神深一（美浦）
- 最多勝利新人騎手：田口貫太（栗東）

#### 競走馬部門
- 年度代表馬・最優秀4歳以上牡馬：イクイノックス（牡4、美浦・木村哲也厩舎）
- 最優秀2歳牡馬：ジャンタルマンタル（牡2、栗東・高野友和厩舎）
- 最優秀2歳牝馬：アスコリピチェーノ（牝2、栗東・黒岩陽一厩舎）
- 最優秀3歳牡馬：タスティエーラ（牡3、美浦・堀宣行厩舎）
- 最優秀3歳牝馬：リバティアイランド（牝3、栗東・中内田充正厩舎）
- 最優秀4歳以上牝馬・最優秀マイラー：ソングライン（牝5、美浦・林徹厩舎）
- 最優秀スプリンター：ママコチャ（牝4、栗東・池江泰寿厩舎）
- 最優秀ダートホース：レモンポップ（牡5、美浦・田中博康厩舎）
- 最優秀障害馬：マイネルグロン（牡5、美浦・青木孝文厩舎）
- 特別賞：ウシュバテソーロ（牡6、美浦・高木登厩舎）

#### 馬事文化賞
- 受賞作：エピタフ 幻の島、ユルリの光跡
- 受賞者：岡田敦

### NARグランプリ2023
2024年1月16日発表。

#### 表彰者
- 最優秀勝利回数調教師賞：田中守（高知）
- 最優秀賞金収得調教師賞：小久保智（浦和）
- 最優秀勝率調教師賞：柏原誠路（兵庫）
- 殊勲調教師賞：該当なし
- 最優秀勝利回数騎手賞：吉村智洋（兵庫）
- 最優秀賞金収得騎手賞：笹川翼（大井）
- 最優秀勝率騎手賞：赤岡修次（高知）
- 殊勲騎手賞：該当なし
- 最優秀新人騎手賞：山田義貴（佐賀）
- 優秀女性騎手賞：今井千尋（ばんえい）
- ベストフェアプレイ賞：渡邊竜也（笠松）
- 特別賞
  - 吉村智洋（兵庫）※地方競馬通算3000勝を達成
  - 丸野勝虎（愛知）※地方競馬通算3000勝を達成
  - 的場文男（大井）※地方競馬史上初めて、初騎乗から50周年に到達（コンピュータ管理されている1973年4月以降）
  - 野口孝（浦和）※14年にわたり全国公営競馬調教師会連合会会長を務め、競馬関係者の地位向上、生活基盤の安定化に力を注いだ
  - 石川喬司（故人）※ダート競走格付け委員会やNARグランプリ優秀馬選定委員会の委員を長く務めるなど、地方競馬の発展に多大な貢献
  - チーム・マンダリンヒーロー（馬主・新井浩明、調教師・藤田輝信、騎手・木村和士、厩務員・堀田優志）

#### 表彰馬
- 年度代表馬・4歳以上最優秀牡馬・最優秀短距離馬：イグナイター（兵庫）
- 2歳最優秀牡馬：サントノーレ（北海道）
- 2歳最優秀牝馬：モズミギカタアガリ（北海道）
- 3歳最優秀牡馬：ミックファイア（大井）
- 3歳最優秀牝馬：メイドイットマム（船橋）
- 4歳以上最優秀牝馬：スピーディキック（浦和）
- ばんえい最優秀馬：メムロボブサップ（ばんえい）
- 最優秀ターフ馬：該当馬なし
- ダートグレード競走特別賞馬：ウシュバテソーロ（JRA）
- 特別表彰馬：マンダリンヒーロー（大井）

## 新規免許取得者
騎手・調教師のみ記載。ただし地方競馬及び日本国外からJRAへ移籍した者、引退・失効・免許返上後に再取得した者は除く。
地方競馬は年度単位（4月 - 翌年3月）となっているが、免許日を基準に記載する。
記載は氏名（所属地、免許日）の順。

### 騎手
- 石田拓郎（JRA美浦、3月1日）[200][496]
- 小林勝太（JRA美浦、3月1日）[200][497]
- 小林美駒（JRA美浦、3月1日）[200][498]
- 佐藤翔馬（JRA美浦、3月1日）[200][499]
- 河原田菜々（JRA栗東、3月1日）[200][500]
- 田口貫太（JRA栗東、3月1日）[200][501]
- 阿岸潤一朗（北海道、4月1日）[227]
- 宮内勇樹（北海道、4月1日）[227]
- 佐々木志音（岩手、4月1日）[227]
- 所蛍（船橋、4月1日）[227]
- 木澤奨（大井、4月1日）[227]
- 加藤翔馬（金沢、4月1日）[227]
- 松本一心（笠松、4月1日）[227]
- 大畑慧悟（愛知、4月1日）[227]
- 山本屋太三（兵庫、4月1日）[227]
- 阿部基嗣（高知、4月1日）[227]
- 合林海斗（佐賀、4月1日）[227]

### 調教師
- 千葉直人（JRA美浦、1月1日）[502][503]
- 森一誠（JRA美浦、1月1日）[502][504]
- 矢嶋大樹（JRA美浦、1月1日）[502][505]
- 小椋研介（JRA栗東、1月1日）[502][506]
- 河嶋宏樹（JRA栗東、1月1日）[502][507]
- 藤野健太（JRA栗東、1月1日）[502][508]
- 福永祐一（JRA栗東、3月1日）[502][509][注 7]
- 真島大輔（大井、4月1日）[227]
- 倉兼育康（高知、8月1日）[315]
- 木村暁（岩手、12月1日）[395]
- 田中力（船橋、12月1日）[395]
- 藤田弘治（金沢、12月1日）[395]

## 通算勝利数の記録
地方競馬は「地方通算」のものと「中央・地方通算」（主にホッカイドウ競馬で使用）があるが、それぞれ出典に拠った。
同一人物が複数の記録を達成した場合は原則として最後に記録したものを記載するが、地方競馬から中央競馬へ移籍した騎手、また中央所属で平地競走と障害競走でそれぞれ記載可能な記録、さらに地方競馬及び日本国外所属で中央競馬もしくは地方競馬初勝利等が発生した場合はこの限りでない。
記載は、氏名（達成地、達成日）の順。 

### 騎手
| 初勝利 小野木隆幸（ばんえい帯広、1月7日） 田口貫太（笠松、3月8日）※JRA所属。生涯初勝利 小林勝太（JRA中山、3月12日） 河原田菜々（JRA中京、3月19日） 田口貫太（JRA阪神、3月26日）※JRA初勝利 合林海斗（佐賀、4月1日） 加藤翔馬（金沢、4月2日） 佐藤翔馬（川崎、4月4日）※JRA所属。生涯初勝利 小林美駒（川崎、4月4日）※JRA所属。生涯初勝利 松本一心（笠松、4月5日）※初騎乗で達成 小林美駒（JRA福島、4月9日）※JRA初勝利 大畑慧悟（名古屋、4月10日）※初騎乗で達成 所蛍（船橋、4月12日） 土田真翔（JRA福島、4月16日） 佐々木志音（水沢、4月18日） 山本屋太三（園田、4月18日） 阿岸潤一朗（門別、4月19日）※初騎乗で達成 宮内勇樹（門別、4月20日） 阿部基嗣（高知、4月30日） 吉村智洋（JRA福島、7月16日）※兵庫所属。JRA初勝利 木澤奨（浦和、7月20日） レイチェル・キング（JRA札幌、8月26日）※JRA初勝利 マリー・ヴェロン（JRA札幌、8月27日）※JRA初勝利 アレクシス・バデル（JRA札幌、8月27日）※JRA初勝利 佐藤翔馬（JRA中山、9月10日）※JRA初勝利 ルーク・モリス（JRA阪神、12月10日）※JRA初勝利 野畑凌（JRA中山、12月16日）※川崎所属。JRA初騎乗で初勝利 水沼元輝（JRA中山、12月17日）※障害競走初勝利 100勝 細川智史（名古屋、1月3日） 亀田温心（JRA小倉、1月22日） 高野誠毅（高知、3月21日） 浅野皓大（名古屋、4月19日） 山田義貴（佐賀、5月6日） 池谷匠翔（川崎、6月14日） 古岡勇樹（川崎、6月15日） 加茂飛翔（佐賀、7月8日） 野畑凌（大井、7月10日）※地方競馬通算 岡遼太郎（高知、7月29日） 深澤杏花（笠松、8月18日） 兼子千央（金沢、10月10日） 新原周馬（川崎、10月12日） 今井千尋（ばんえい帯広、11月6日）※ばんえい競馬史上最短日数で達成 井上瑛太（高知、12月31日） 200勝 山口達弥（船橋、2月9日） 五十嵐雄祐（JRA東京、6月3日） 木幡巧也（JRA東京、6月24日） 団野大成（JRA新潟、7月29日） 塚本征吾（名古屋、8月9日） 安藤洋一（大井、10月29日） 金山昇馬（佐賀、11月11日） 300勝 柴田勇真（金沢、3月12日） 国分恭介（JRA京都、5月6日） 小林凌（盛岡、5月15日） 松木大地（園田、7月6日） 小野楓馬（門別、7月26日） 増田充宏（川崎、7月29日） 出水拓人（佐賀、8月13日） 西村淳也（JRA中山、10月1日） 高橋哲也（浦和、10月20日） 塚本雄大（高知、11月12日） 山本咲希到（園田、12月14日） 400勝 酒井学（JRA阪神、2月18日） 松戸政也（金沢、4月9日） 藤本現暉（大井、6月6日） 鮫島克駿（JRA函館、6月17日） 山崎雅由（高知、8月19日） 岡村健司（浦和、9月22日） 澤田龍哉（船橋、9月28日） 岩田望来（JRA京都、10月22日） 飛田愛斗（佐賀、11月12日） 坂井瑠星（JRA阪神、12月23日） 500勝 松本剛志（笠松、1月27日） 木之前葵（笠松、2月21日） 友森翔太郎（名古屋、7月13日） 松田大作（JRA札幌、7月29日） 横山武史（JRA札幌、7月29日） 郷間勇太（高知、8月13日） 田野豊三（園田、8月18日） 丸山真一（名古屋、9月25日） 大原浩司（笠松、12月29日） 鈴木祐（水沢、12月30日） 600勝 村上弘樹（名古屋、2月17日） 達城龍次（大井、3月7日） 秋元耕成（浦和、4月25日） 津村明秀（JRA東京、5月6日） 川島拓（佐賀、6月24日） 柴山雄一（JRA函館、7月2日） 小松丈二（佐賀、9月3日） 菅原辰徳（盛岡、10月9日） 落合玄太（門別、11月2日） 鴨宮祥行（園田、11月14日） | 700勝 加藤聡一（名古屋、5月5日） 中島龍也（金沢、6月6日） 笹田知宏（園田、6月22日） 張田昂（川崎、7月28日） 渡邊竜也（名古屋、8月24日） 木村暁（盛岡、11月13日） 岡村卓弥（高知、12月28日） 800勝 阿部龍（門別、7月18日） 900勝 廣瀬航（園田、9月21日） 1000勝 西村栄喜（船橋、1月20日） 石川慎将（佐賀、2月4日） 坂口裕一（水沢、3月20日） 菊池一樹（ばんえい帯広、4月30日） 三浦皇成（JRA東京、6月24日）※GI未勝利での達成はJRA史上初 長澤幸太（ばんえい帯広、7月8日） 堀場裕充（金沢、8月6日） 馬渕繁治（笠松、10月13日） 藤岡佑介（JRA阪神、12月3日） 上田将司（高知、12月10日） 石川倭（佐賀、12月17日）※ホッカイドウ競馬発表。地方競馬・中央競馬合算 石川倭（佐賀、12月23日）※佐賀県競馬組合発表。地方競馬通算 1100勝 田辺裕信（JRA中山、1月9日） 本田正重（浦和、4月27日） 岩橋勇二（門別、9月28日） 松山弘平（JRA東京、10月14日） 1200勝 本橋孝太（大井、10月30日） 藤原幹生（笠松、11月23日） 1300勝 和田譲治（川崎、1月6日） 町田直希（川崎、6月14日） 青柳正義（金沢、11月20日） 吉田豊（JRA中山、12月23日） 吉田晃浩（金沢、12月25日） 1400勝 平瀬城久（笠松、2月24日） 戸崎圭太（JRA新潟、8月12日） 1500勝 今井貴大（笠松、5月24日） 藤田弘治（金沢、10月24日） 1600勝 桑村真明（門別、9月13日） 1700勝 クリストフ・ルメール（JRA東京、6月17日）※JRA史上最少騎乗回数で達成 倉富隆一郎（佐賀、7月2日） 1800勝 大山真吾（園田、3月31日） 米倉知（金沢、5月9日） 山崎誠士（川崎、6月12日） 笹川翼（大井、10月31日） 高松亮（水沢、12月11日） 1900勝 川田将雅（JRA中京、7月1日） 2000勝 阿部武臣（ばんえい帯広、7月9日） 2100勝 倉兼育康（高知、4月29日） 2200勝 大畑雅章（名古屋、3月17日） 宮川実（園田、7月6日） 服部茂史（門別、10月12日） 2400勝 矢野貴之（船橋、7月24日） 2700勝 御神本訓史（浦和、8月10日） 今野忠成（大井、10月30日） 2800勝 吉原寛人（高知、3月19日） 3100勝 丸野勝虎（笠松、12月7日） 3300勝 吉村智洋（園田、12月19日）※地方競馬通算 3600勝 内田利雄（浦和、7月20日） 下原理（園田、12月21日） 3700勝 向山牧（笠松、3月22日） 4000勝 村上忍（水沢、12月26日） 4100勝 森泰斗（船橋、10月27日） 4400勝 武豊（JRA小倉、2月4日） 赤岡修次（高知、5月28日） 4700勝 田中学（園田、7月26日） 4900勝 岡部誠（笠松、12月8日） 7400勝 的場文男（大井、3月8日） |

### 調教師
| 初勝利 入口由美子（浦和、1月10日） 西川敏弘（高知、1月10日） 戸部尚実（名古屋、1月31日）※初出走で達成 上原佑紀（JRA中山、3月18日） 西園翔太（JRA中京、3月25日） 小栗実（JRA阪神、3月26日） 緒方努（JRA福島、4月9日） 岩﨑真樹（船橋、4月14日） 五十嵐冬樹（門別、4月20日） 松田道明（ばんえい帯広、5月8日） 髙橋宏征（川崎、7月3日） 左海誠二（船橋、7月21日） 酒井忍（川崎、8月25日） 𠮷見真幸（園田、9月6日） 寺地誠一（園田、11月16日） 倉兼育康（高知、11月26日） 100勝 上村洋行（JRA阪神、3月26日） 宇都英樹（名古屋、4月11日） 高橋康之（JRA新潟、5月6日） 林幻（浦和、5月29日） 林徹（JRA東京、6月4日） 櫻井拓章（門別、6月8日） 松永康利（JRA東京、6月24日） 吉岡辰弥（JRA阪神、12月24日） 200勝 杉山晴紀（JRA中京、1月21日） 竹下太（名古屋、2月3日） 斉藤崇史（JRA京都、4月29日） 川添明弘（金沢、5月9日） 工藤伸輔（浦和、6月30日） 中西達也（高知、7月1日） 武井亮（JRA阪神、9月10日） 根本康広（JRA中山、9月18日） 高橋亮（JRA新潟、10月15日） 山口竜一（門別、11月8日） 榎屋充（笠松、11月10日） 金成貴史（JRA東京、11月11日） 寺島良（JRA京都、11月25日） 300勝 佐藤裕太（船橋、2月9日） 荒川義之（JRA中京、3月19日） 栗本陽一（笠松、3月22日） 大橋勇樹（JRA阪神、3月26日） 福永敏（大井、3月27日） 玉垣光章（園田、5月5日） 川島洋人（門別、5月24日） 山崎裕也（川崎、7月5日） 菊川正達（JRA札幌、8月27日） 山下貴之（盛岡、9月26日） 山田信大（船橋、9月29日） 小澤宏次（浦和、10月20日） 山本学（船橋、11月29日） 伊藤滋規（船橋、12月17日） 庄野靖志（JRA阪神、12月28日） 400勝 鹿戸雄一（JRA中山、2月25日） 鈴木伸尋（JRA東京、4月29日） 安田武広（門別、5月11日） 後藤佑耶（笠松、10月10日） 林隆之（川崎、11月6日） 鈴木義久（川崎、11月8日） 清水久詞（JRA京都、11月26日） 500勝 須貝尚介（JRA阪神、4月2日） 月岡健二（大井、8月4日） 安部幸夫（名古屋、8月10日） 森下淳平（大井、8月15日） 井樋一也（金沢、8月27日） 戸田博文（JRA東京、10月9日） 600勝 岡田一男（浦和、3月23日） 内野健二（浦和、5月30日） 田村康仁（JRA東京、6月25日） 小野望（門別、6月28日） 中川竜馬（佐賀、12月4日） 工藤真司（高知、12月9日） 迫田清美（名古屋、12月13日） 胡本友晴（高知、12月31日） | 700勝 藤田輝信（大井、4月21日） 加藤和義（金沢、6月4日） 米川昇（門別、8月22日） 友道康夫（JRA東京、11月18日） 800勝 中野博（佐賀、1月22日） 荒山勝徳（大井、2月20日） 田口輝彦（笠松、2月22日） 阪本一栄（大井、2月23日） 三小田幸人（佐賀、3月5日） 矢作芳人（JRA中京、3月12日） 中川雅之（金沢、3月14日） 松本隆宏（門別、9月26日） 加藤和宏（金沢、11月20日） 川島正一（船橋、11月28日） 森秀行（JRA阪神、12月24日） 900勝 栗田裕光（大井、1月24日） 後藤正義（笠松、1月25日） 佐々木仁（川崎、6月16日） 林正人（船橋、6月20日） 1000勝 新子雅司（姫路、1月27日） ※兵庫県競馬史上最速・最年少で達成 小北栄一（ばんえい帯広、2月19日） 佐藤雅彦（水沢、4月11日） 森澤友貴（園田、5月4日） 三野宮通（盛岡、5月15日） 新田守（盛岡、7月9日） 板垣吉則（盛岡、7月24日） 新井清重（船橋、9月25日） 森山英雄（笠松、12月8日） 1100勝 今津博之（名古屋、5月5日） 大島静夫（佐賀、7月8日） 1200勝 髙月賢一（浦和、4月28日） 加藤幸保（笠松、5月12日） 手島勝利（佐賀、6月19日） 古賀光範（佐賀、10月7日） 原口次夫（名古屋、11月15日） 1300勝 今津勝之（笠松、2月21日） 笹野博司（笠松、10月26日） 1500勝 村上慎一（ばんえい帯広、2月27日） 村上昌幸（水沢、3月19日） 槻舘重人（ばんえい帯広、9月24日） 柴田髙志（笠松、12月7日） 岩本利春（ばんえい帯広、12月18日） 1600勝 田中譲二（高知、5月28日） 東眞市（佐賀、8月13日） 竹下直人（名古屋、12月20日） 1700勝 角川秀樹（門別、6月1日） 田中淳司（門別、9月12日） 1800勝 瀬戸口悟（名古屋、3月3日） 小久保智（大井、4月20日） 2000勝 川西毅（名古屋、6月30日） 佐藤茂（金沢、12月19日） 2100勝 九日俊光（佐賀、1月23日） 伊藤強一（笠松、2月6日） 2300勝 真島元徳（佐賀、2月25日） 錦見勇夫（名古屋、6月13日） 2400勝 別府真司（高知、12月16日） 2600勝 藤ヶ崎一男（名古屋、10月5日） 2700勝 金田一昌（金沢、4月4日） 4100勝 角田輝也（名古屋、11月28日） |

## 競走馬の登録抹消
以下は本年に登録を抹消された競走馬の一覧である。

### JRA

#### 1月
- リンゴアメ[803]
- ダイアトニック[804]
- キングオブコージ[805]
- サイモンサーマル[806]
- ライトオンキュー[807]
- アカイイト[808]
- シヴァージ[809]
- カツジ[810]
- ダイワキャグニー[811]
- アブレイズ[812]
- リアアメリア[813]
- ダノンチェイサー[814]
- レッドガラン[815]
- シャムロックヒル[816]

#### 2月
- シャインガーネット[817]
- エイティーンガール[818]
- サトノフラッグ[819]
- ヒロシゲゴールド[820]
- ギルデッドミラー[821]
- ハッピーアワー[822]
- エアアルマス[823]
- エフフォーリア[824]
- ウインキートス[825]
- メイショウミモザ[826]
- ショウナンナデシコ[827]
- オーヴェルニュ[828]

#### 3月
- ユーバーレーベン[829]
- キョウヘイ[830]
- レシステンシア[831]
- ヴェローチェオロ[832]
- ゴッドセレクション[833]
- ディバインフォース[834]

#### 4月
- ダノンファラオ[835]
- ナムラカメタロー[836]
- ヴァンドギャルド[837]

#### 5月
- ハヤブサナンデクン[838]
- デュープロセス[839]
- マーニ[840]
- タガノディアマンテ[841]
- ラウダシオン[842]
- ステラリア[843]

#### 6月
- サクセスエナジー[844]
- バイオスパーク[845]
- ファストフォース[846]
- ジャスティン[847]
- デルマルーヴル[848]
- フルデプスリーダー[849]
- シロニイ[850]
- ヴェルテックス[851]
- アルサトワ[852]

#### 7月
- アメリカンシード[853]
- ラーゴム[854]
- トーラスジェミニ[855]
- ウェルドーン[856]
- ビリーバー[857]
- ケイアイターコイズ[858]
- イメル[859]
- ルークズネスト[860]
- メイショウテンゲン[861]
- ソリストサンダー[862]
- ダブルシャープ[863]
- レクセランス[864]
- ジャスティンレオン[865]
- リヴォリ[866]

#### 8月
- モズベッロ[867]
- ベルパッション[868]
- ショウナンバルディ[869]
- サンレイポケット[870]
- オーソリティ[871]
- ジェムラー[872]
- タイミングハート[873]
- メイショウカミノコ[874]
- プリマヴィスタ[875]
- レイハリア[876]

#### 9月
- ライオンボス[877]
- レッドジェニアル[878]
- クールキャット[879]
- ジュンライトボルト[880]
- ウォーターナビレラ[881]
- サンキューユウガ[882]

#### 10月
- モズナガレボシ[883]
- ロードブレス[884]
- ソダシ[885]
- ルフトシュトローム[886]
- ナランフレグ[887]
- ブルベアイリーデ[888]
- サークルオブライフ[889]
- デアリングタクト[890]
- ジャスティンロック[891]
- ルビーカサブランカ[892]
- ブラヴァス[893]
- ホウオウイクセル[894]
- フルフラット[895]
- サトノルークス[896]

#### 11月
- ダンシングプリンス[897]
- ミヤマザクラ[898]
- ブッチーニ[899]
- テーオーソクラテス[900]
- カフェファラオ[901]
- テイエムサウスダン[902]
- ペルアア[903]
- シュネルマイスター[904]

#### 12月
- ソングライン[905]
- アートハウス[906]
- ヴェラアズール[907]
- テーオーケインズ[908]
- ウインマイティー[909]
- イズジョーノキセキ[910]
- マラードザレコード[911]
- シゲルピンクルビー[912]
- コルテジア[913]
- オールアットワンス[914]
- リュウノユキナ[915]
- オセアグレイト[916]
- イクイノックス[917]
- ユニコーンライオン[918]
- ジェラルディーナ[919]
- ダノンザキッド[920]
- ケンホファヴァルト[921]
- オメガレインボー[922]
- グレナディアガーズ[923]
- ピクシーナイト[924]
- ウインマリリン[925]
- スルーセブンシーズ[926]
- スンリ[927]

### 地方

#### 1月
- スーパーステション[928]
- プリンニシテヤルノ[929]
- コーラルツッキー[930]
- クロスケ[931][932]

#### 2月
- タービランス[933]
- シンキングダンサー[934]

#### 3月
- サルサディオーネ[935]
- グリム[936]
- ミューチャリー[937]
- ランスオブプラーナ[938]

#### 5月
- ウインユニファイド[939]

#### 7月
- リッジマン[940]

#### 8月
- スーパーバンタム[941][942]
- シヴァージ[943]
- トウショウドラフタ[944]

#### 9月
- タイムフライヤー[945]

#### 10月
- センチュリオン[946]
- ロードクエスト[947]
- ダノンファラオ[948]
- ケイアイターコイズ[949]
- オーヴェルニュ[950]
- テーオーエナジー[951]
- ハイランドピーク[952]

#### 11月
- クインズサターン[953]

#### 12月
- バーナードループ[954]

## 誕生
この年に生まれた競走馬は2026年のクラシック世代となる。

### 競走馬
- 5月8日 - エイシンディード[955]

## 死亡

### 競走馬・繁殖馬・功労馬
- 1月7日 - シーイズトウショウ[956]
- 1月11日 - アグネスフライト[957]
- 1月18日 - エイシンガイモン[958]
- 1月31日 - タイセイビジョン[注 10][960]
- 2月12日 - アドマイヤマックス[961]
- 2月13日 - サウンズオブアース[962]
- 2月18日 - ウイニングチケット[963][964]
- 2月25日 - マサハヤドリーム[注 11][966]
- 3月1日 - ドリームシグナル[967]
- 3月3日 - オリオンザサンクス[968]
- 3月7日 - ベッラレイア[969]
- 3月9日 - ハーツクライ[970]
- 3月17日 - ガルボ[971]
- 3月20日 - ケイウーマン[972]
- 4月10日 - ディアデラノビア[973]
- 4月25日 - ダイタクバートラム[974]
- 5月14日 - トゥザヴィクトリー[975]
- 5月23日 - フサイチペガサス[976]
- 5月25日 - ディスクリートキャット[977]
- 5月27日 - マコトライデン[978]
- 5月28日
  - スキルヴィング[注 12][980]
  - アルジャンナ[注 13][982]
- 5月30日 - ナイスネイチャ[983]
- 6月5日 - ウイングランツ[984]
- 6月9日 - ダノンゴーゴー[985]
- 7月3日 - キングハート[注 14][987]
- 7月18日 - コスモファントム[988]
- 7月23日 - マイネルスケルツィ[989]
- 7月24日 - レッドアリオン[990]
- 8月8日 - アスクビクターモア[注 15][992]
- 8月27日 - チャクラ[993]
- 8月28日 - ウインユニファイド[994]
- 9月2日 - カーディナル[注 16][996]
- 9月7日 - キャニオンロマン[997]
- 9月11日 - カワカミプリンセス[998]
- 9月21日 - スティンガー[999]
- 9月27日 - シンコウウインディ[1000]
- 10月3日 - レーヴミストラル[1001]
- 10月20日 - ホッカイルソー[1002]
- 11月15日 - ヒカルアヤノヒメ[注 17][1004]
- 11月21日 - ストラヴィンスキー[1005]
- 11月28日 - アドマイヤジュピタ[1006]
- 12月8日 - オースミグラスワン[1007]
- 12月10日 - ブライアンズロマン[1008]
- 12月30日 - サクラエイコウオー[1009]

### 人物
- 1月2日 - 原三男（神奈川県川崎競馬組合調教師）[1010]
- 1月17日 - 高橋照夫（実業家・馬主、東豊物産代表取締役社長。主な所有馬にトーホウジャッカルなど）[1011]
- 1月19日 - 目黒考二（実業家・エッセイスト、本の雑誌社設立者・元社長。「藤代三郎」の筆名で競馬エッセイを多数手掛け、『週刊Gallop』誌上でも「馬券の真実」のタイトルで連載を持っていた）[1012][1013]
- 1月21日 - 大久保正陽（元日本中央競馬会騎手・調教師。主な管理馬にナリタブライアン、メジロパーマーなど）[1014]
- 6月28日 - 長池辰三（元日本競馬会・日本中央競馬会騎手）[1015]
- 7月9日 - 石川喬司（ジャーナリスト、SF小説家、文学評論家、競馬評論家。『競馬聖書』など競馬関連の著作を発表し、フジテレビの『競馬中継』『チャレンジ・ザ・競馬』などに出演歴を持つ）[1016]
- 7月10日 - 奥平真治（元日本中央競馬会調教師。主な管理馬にメジロラモーヌ、メジロライアンなど）[1017]
- 7月28日 - 服部利之（日本中央競馬会調教師。主な管理馬にブルーコンコルド、セイクリムズンなど）[1018][1019]
- 7月31日 - 田中準市（神奈川県馬主協会会長）[1020]
- 8月20日 - 左海誠二（千葉県競馬組合調教師、元騎手）[1021]
- 8月25日 - 村上昌幸（岩手県競馬組合調教師）[1022]
- 9月2日 - 山越光（埼玉県浦和競馬組合調教師、元騎手）[1023]
- 9月4日 - フィリップ・ミナリク（元騎手。2018年 - 2020年に短期免許で中央競馬にて騎乗歴あり）[1024]
- 9月26日 - 吉岡實（実業家・馬主、マルヨシ物産代表取締役会長。主な所有馬にレーヌミノルなど）[1025]
- 11月23日 - 岩本允（政治家・馬主、元北海道議会議長で岩本剛人の父。札幌馬主協会第4代会長）[1026]
- 12月8日 - 西村憲人（馬主、花びしホテル会長。主な所有馬にサイタスリーレッド）[1027]